# 顺化皇城
順化皇城（越南语：／），又稱大内（越南语：／），位于越南順化市，坐落於順化京城（越南语：／）中央，是越南部分皇朝的首都，也是越南現存規模最大的古建築群。

## 歷史

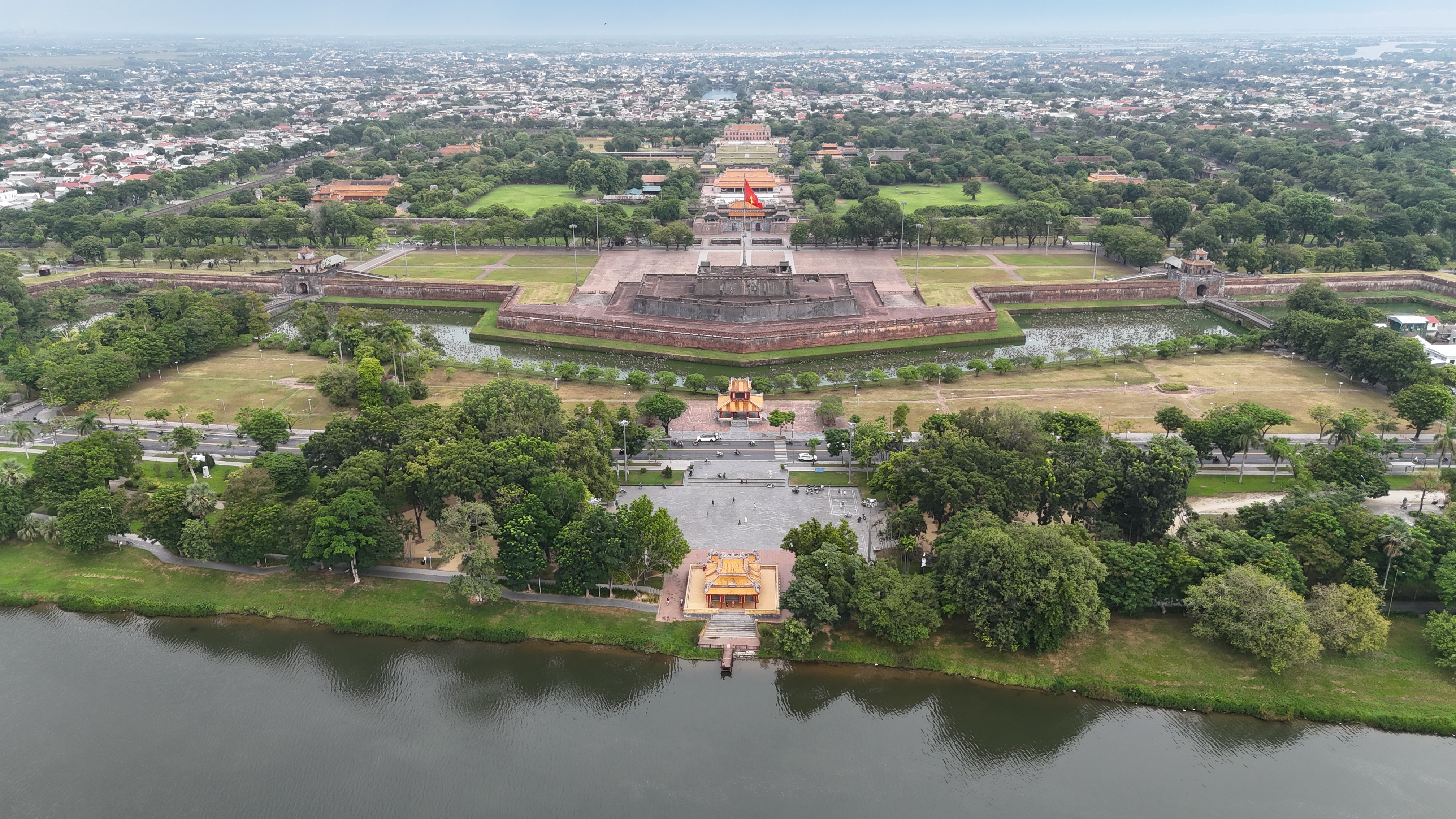
2024年9月的航拍影像（视频）

順化原為占城之地，後被越南奪取。鄭阮紛爭時期成為廣南阮主的統治中心。1635年至1687年，廣南阮氏領主阮福瀾（神宗）、阮福瀕（太宗）在此地建立金龍城作為都城。後經阮福溙（英宗）、阮福濶（世宗）兩代擴建，改名富春（Phú Xuân）。阮福濶在富春興建了金華殿、光華殿、瑤池閣、朝陽閣、光文殿、就樂殿、正冠堂、中和堂、怡然堂、暢春堂、建瑞雲亭、同樂軒、內院庵、絳香亭等宮殿亭閣，並在香江上游修建了建陽春府，內有長樂殿、閱武軒等建築。
1789年6月後，阮映逐漸鞏固越南全境。在滅西山朝後，對外宣稱年號為「嘉隆」（Gia Long）。他對越南的統治在1804年正式受到中國清朝的承認。嘉隆帝在諮詢地理學家以決定哪裡是建造新的宮殿和城堡的最佳地點，一致決定順化是一個合適的地點。建築物於嘉隆三年（1804年）四月，開始建造，負責人為阮文謙、黎質、範文仁。。成千上萬的工人被命令建造10公里長的牆壁和護城河。最初的牆是以泥土伙土，但後來這些土牆被2米厚的石牆所取代。在原有宮殿的基礎上，仿照北京紫禁城的規制大幅度擴建皇宮。宮城營建工作開始，
皇城東部面向順化香河。 這與北京的故宮南部不同。皇帝的宮殿在城堡的東邊，離香河最近。在皇帝宮殿周圍建造了第二套高牆和第二條護城河，隨後又添加了更多的宮殿、大門、庭院和花園。清代的台灣人蔡廷蘭曾經在明命帝統治時期參觀過順化皇城，他稱宮殿「規制壯麗，樓閣亭台俱極土木之勝。殿脊安黃金葫蘆，光彩耀目」。
最後一位阮朝皇帝阮福永瑞的統治持續到二十世紀二十年代中期。當時，紫禁城有許多建築物和數百間房間。雖然遭受白蟻和熱帶氣旋的損害，但仍然令人印象深刻。並可以在石牆上觀察越南戰爭所遺留下來的許多彈孔。在1968年1月31日凌晨，北越軍和越共的一個師發動了對順化等大多數城市的協調攻擊以作為春節攻勢的一部分。在順化戰役的初始階段，由於順化的宗教和文化地位，美軍被命令不炸彈或炮轟城市，因為害怕此舉會摧毀皇城的歷史建築; 但是隨後由於傷亡人數的增加，這些限制逐漸消除，戰役造成了皇城的嚴重破壞。在160個建築中，只有10個主要建築在戰役結束後殘留，包括太和殿、乾成殿、世廟和顯臨閣。
1993年皇城作為「順化古蹟建築群」一部分被聯合國教科文組織收入世界文化遺產名錄。仍然保存的建築物正在進行恢復和保育工作。最新和迄今為止最大的恢復項目計劃在2015年結束。

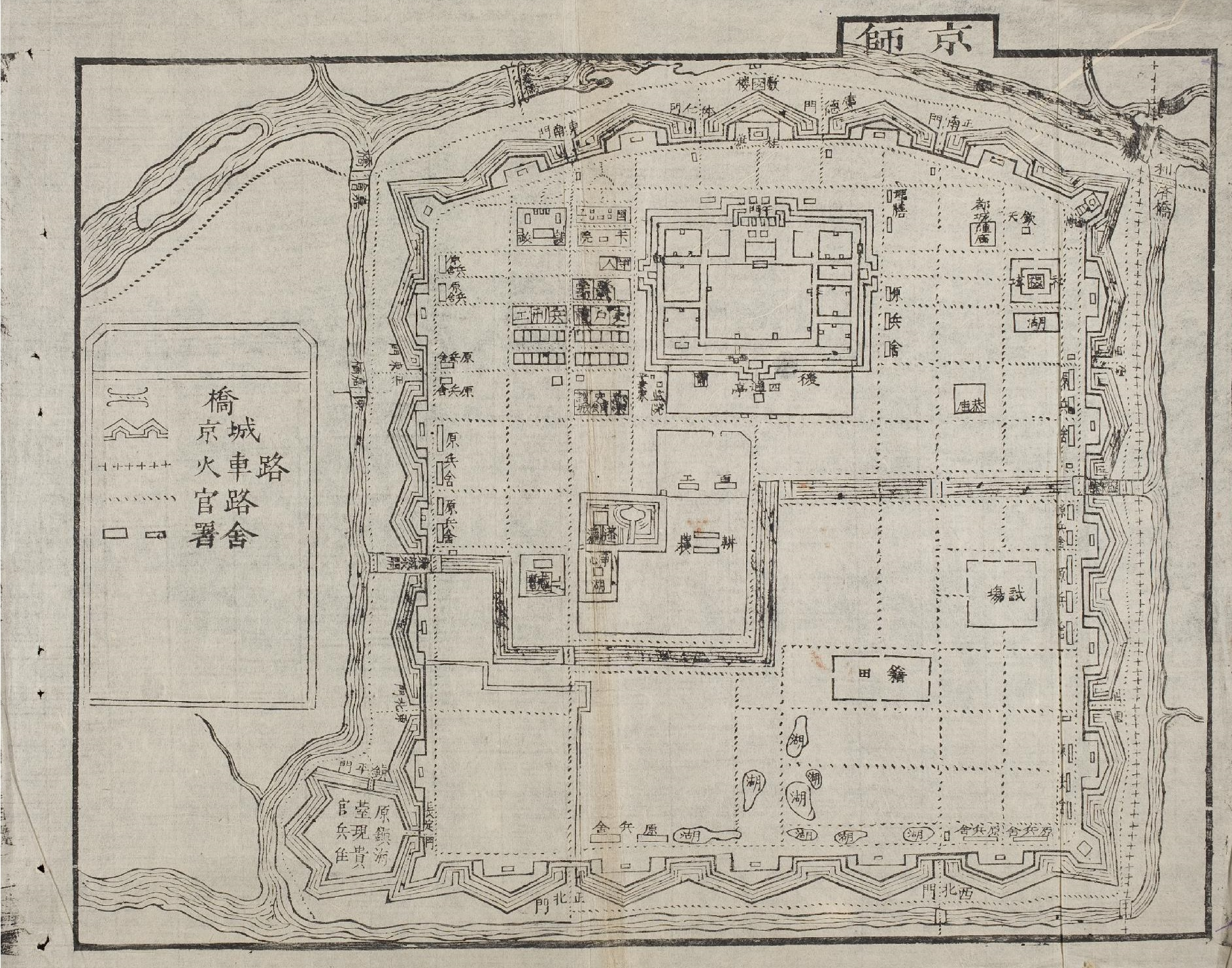
《大南一統志》中的京師平面圖
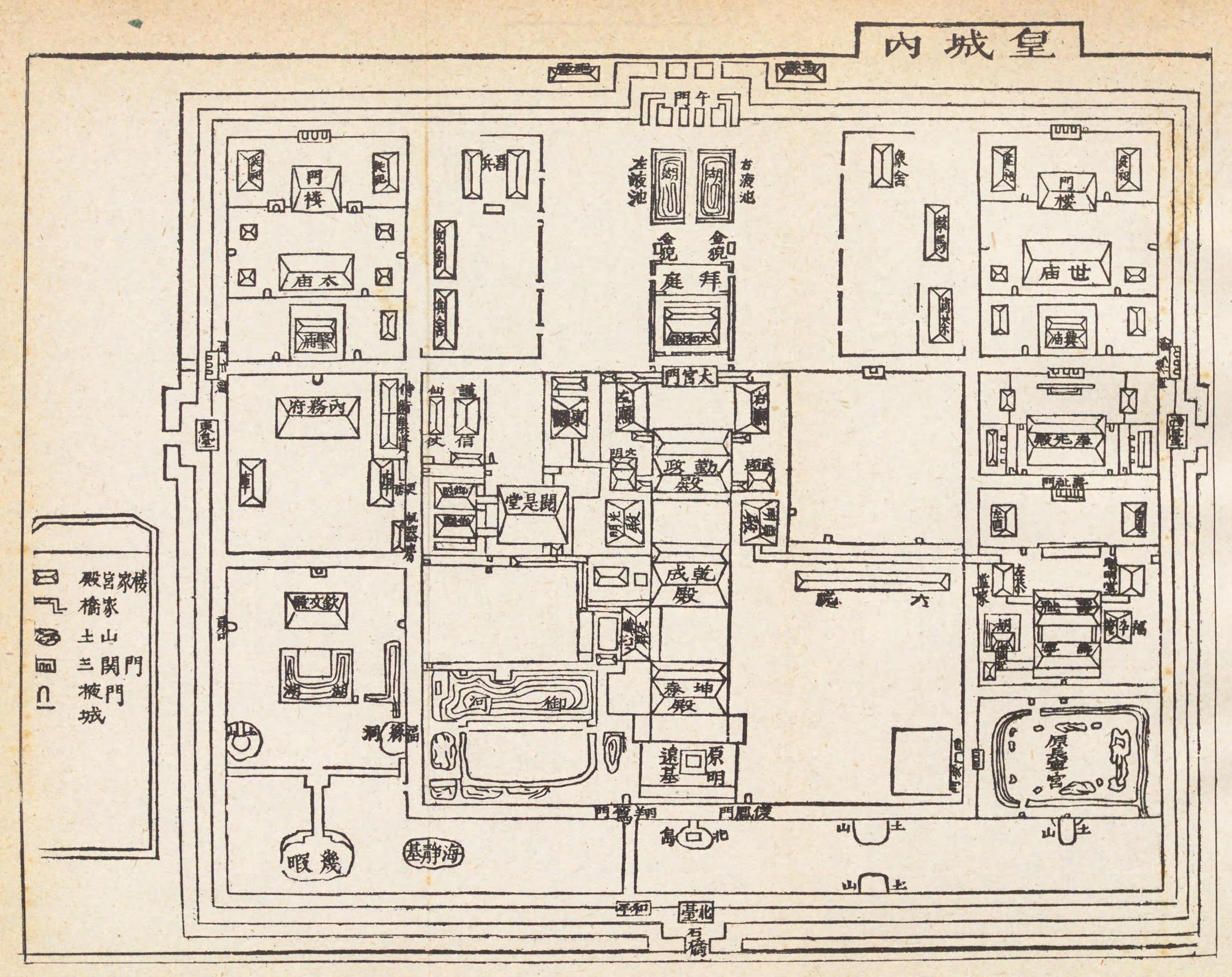
皇城平面图
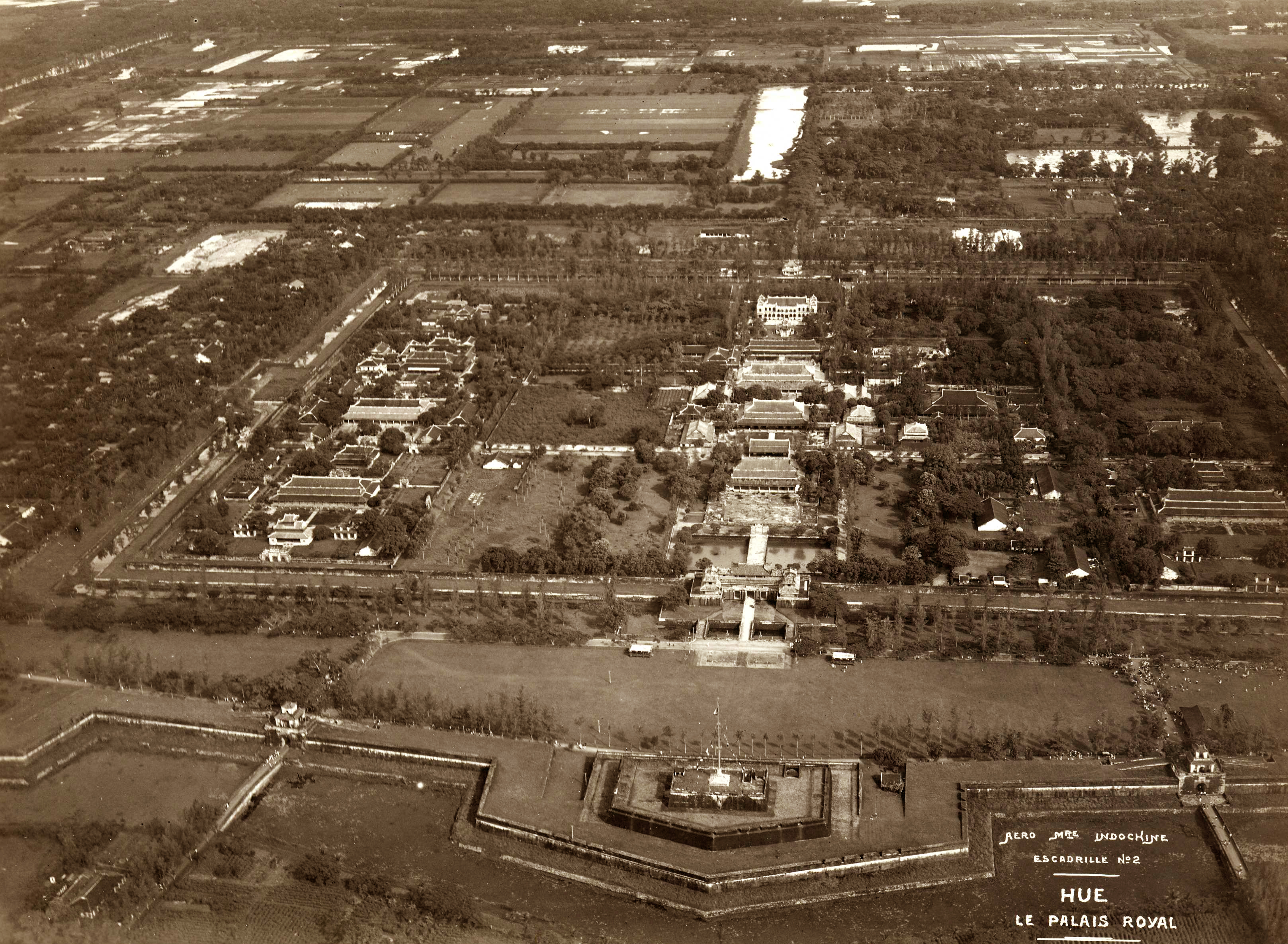
1932年的航拍影像
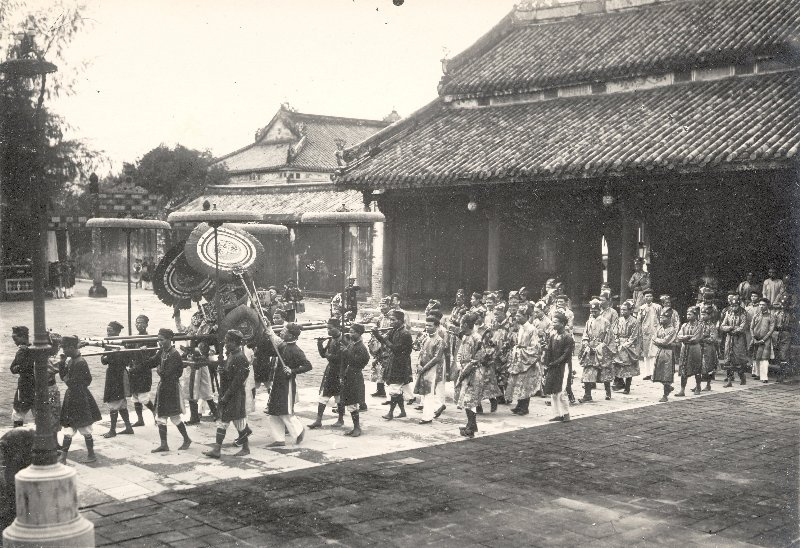
1926年保大帝在皇城的登基儀式
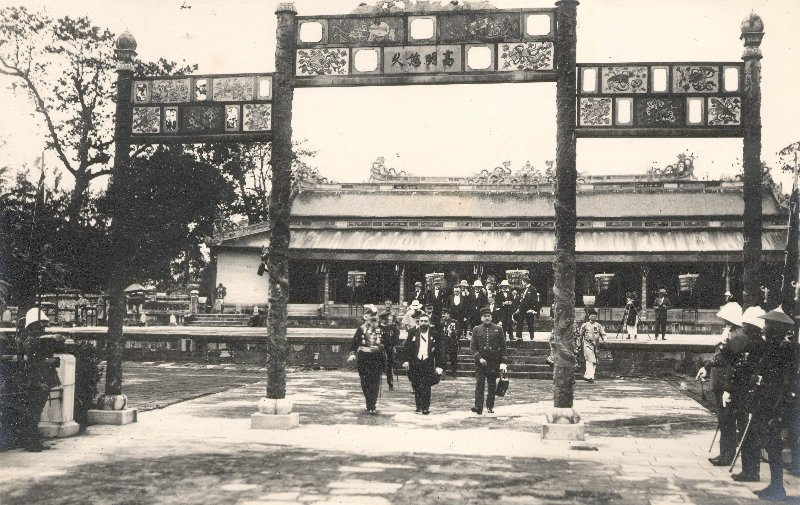
1926年保大帝在皇城的登基儀式

## 建筑布局

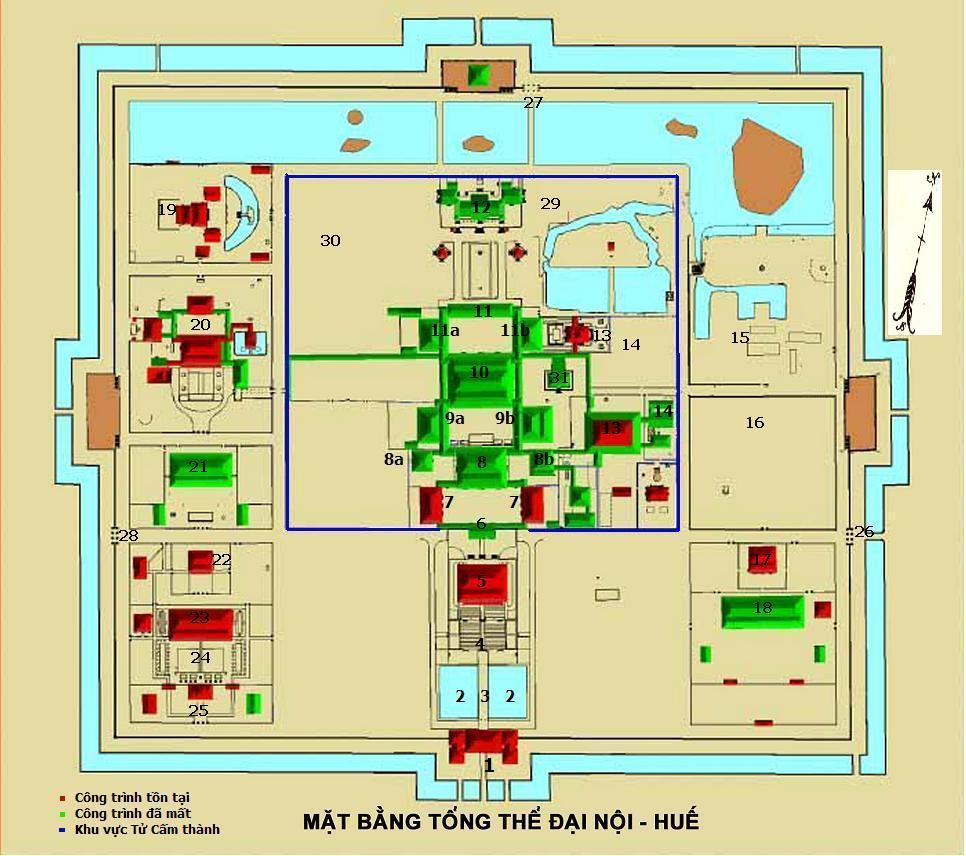
顺化皇城平面布局。红色为现存建筑，绿色为已不存在的建筑。1.午门 2.太液湖 3.中道桥 4.拜庭 5.太和殿 6.大宫门 7.左庑右庑 8.勤政殿 8a.武显殿 8b.文明殿 9a.贞明殿 9b.光明殿 10.乾成殿 11.坤泰殿 11a.顺徽院 11b.养心院 12.建中楼 13.太平楼 14.内苑 15.几暇园 16.内务府 17.肇庙 18.太庙 19.长生宫 20.延寿宫 21.奉先殿 22.兴庙 23.世庙 24.九鼎 25.显临阁 26.显仁门 27.和平门 28.彰德门 29.御前文房 30.六院 31.明慎殿

順化皇城位於顺化京城城南，為正方形佈局，採取中軸對稱的平面佈置，皇城的周圍受到由2公里乘2公里的強化城堡的保護，並由護城河環繞，護城河另稱為金水池，開鑿於嘉隆年間，於明命十四年擴建。護城河中的水是由一系列水門從香江引入。這個堡壘被稱為京城（Kinh thành）。
京城內部稱皇城（Hoàng thành）, 周圍由長約2.5公里的城牆包圍，即六百四十丈一尺（2500米）。而南北長一百五十一丈（604米），東西寬一百五十五丈五尺（620米）。城牆高一丈五寸（6.5米），厚二尺六寸（1.04米）。皇城南面正門為午門，午門內為正殿太和殿左為太廟、肇廟，右為世廟、興廟，北為大宮門，門內為阮朝帝後嬪妃太子居住的紫禁城。紫禁城外西側有太后太妃居住的壽祉宮、興寧宮，外東側有御苑幾暇園和瀛洲。皇城內還有內務府、御醫院、尚膳所、象廠、馬廠等服務性建築。
皇城內為紫禁城（Tử cấm thành）這與北京的紫禁城類似。最內層的圍牆僅限於皇室成員進入。

### 皇城城門和城台
- 午門（Ngọ Môn）為順化皇城南側正門。其前身為南關台，是凸出皇城城牆的長方形墩台建築，建於嘉隆年間，台上有乾元殿。台下左右城牆上開門，東側為左端門，內有文公署，西側為右端門，內有武公署。明命四年（1823年），文武公署改名為左右朝堂。[8]明命十三年（1832年）八月，阮聖祖（Nguyễn Thánh Tổ）下令將南關台改建為午門，明命十四年正月竣工。改建之後的午門模仿清朝北京皇宫午門，平面為凹字形，城台開五道門闕：中央一門稱午門，為阮朝皇帝專用的門道；午門兩側的門道為左右夾門，在外側的兩個門道為左右闕門。城台上建五鳳樓，左右雙闕上設有待漏院。[9]1945年8月30日，保大帝（Vua Bảo Đại）在午門城樓舉行退位儀式，將象徵權力的國璽和寶劍交給越南獨立同盟會代表陳輝燎（Trần Huy Liệu）、阮良朋（Nguyễn Lương Bằng）和瞿輝近（Cù Huy Cận）。
- 和平門（Cửa Hoà Bình），位於北關台之右（東側），為順化皇城的北門。建於嘉隆三年。初名拱辰門，明命二年（1821年）五月改名為地平門，明命十四年改名為和平門。成泰六年（1894年）維修，保大八年（1933年）再次改建。現存城門的形制为三開間門廳式建築，辟三門，外牆塗為黄色，上覆黑色屋瓦。
- 彰德門（Cửa Chương Đức），位於西關台之左（南側），為順化皇城的西門。形制同顯仁門。
- 顯仁門（Cửa Hiển Nhơn），位於東關台之右（南側），為順化皇城的東門。為兩層牌坊式石建築，下層辟有三道拱券門洞，上層為三券，上覆黃色琉璃瓦及火柱、日輪等磚雕。門柱上有青瓷及彩色琉璃浮雕。
- 大旗台（Kỳ Đài）位於午門外，建於嘉隆八年（1809年），紹治六年（1846年）改建。正面與御屏山遙相對應。旗台分為三層，下層高一丈四尺（5.12米），中層高一丈四尺五寸（5.80米），上層高一丈五尺（6米）。有儀式活動時，旗台升掛旗幟，平時則作為瞭望台。旗杆最初為木製，分成兩段，高29.5米，上設望斗（瞭望哨位）。後因數次被颱風折斷，在成泰十年（1904年）換成鋼管，分為三段，高57米。1947年旗杆在法越戰爭中再次被毀，第二年用鋼筋混凝土接合。
- 東關台，設於皇城東牆正中，為凸出城牆之外的長方形墩台。墩台下方正對護城河上的橋樑，進入皇城須從台下經過，從城台右側的顯仁門入城。這種設計在戰時可以憑藉關台居高臨下，阻擊宮城的敵人。
- 西關台，設於皇城西牆正中，為凸出城牆之外的長方形墩台。
- 北關台，位於皇城北牆正中，為凸出城牆之外的長方形墩台。啟定八年（1923年）啟定帝（Vua Khải Định）在台上建造四方無事樓（Lầu Tứ Phương Vô Sự）。1968年毀於順化戰役，2001年重建。

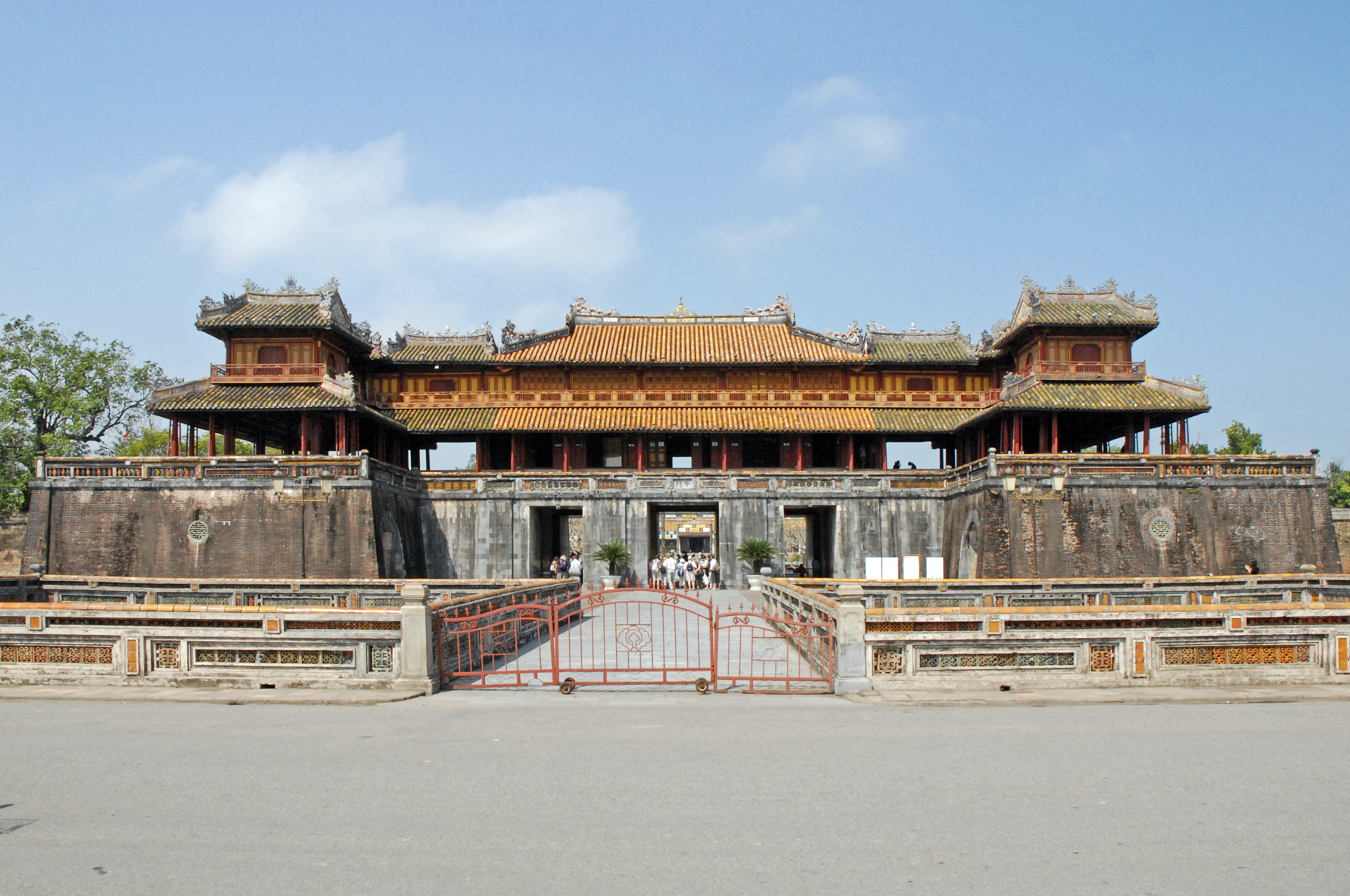
皇城午門
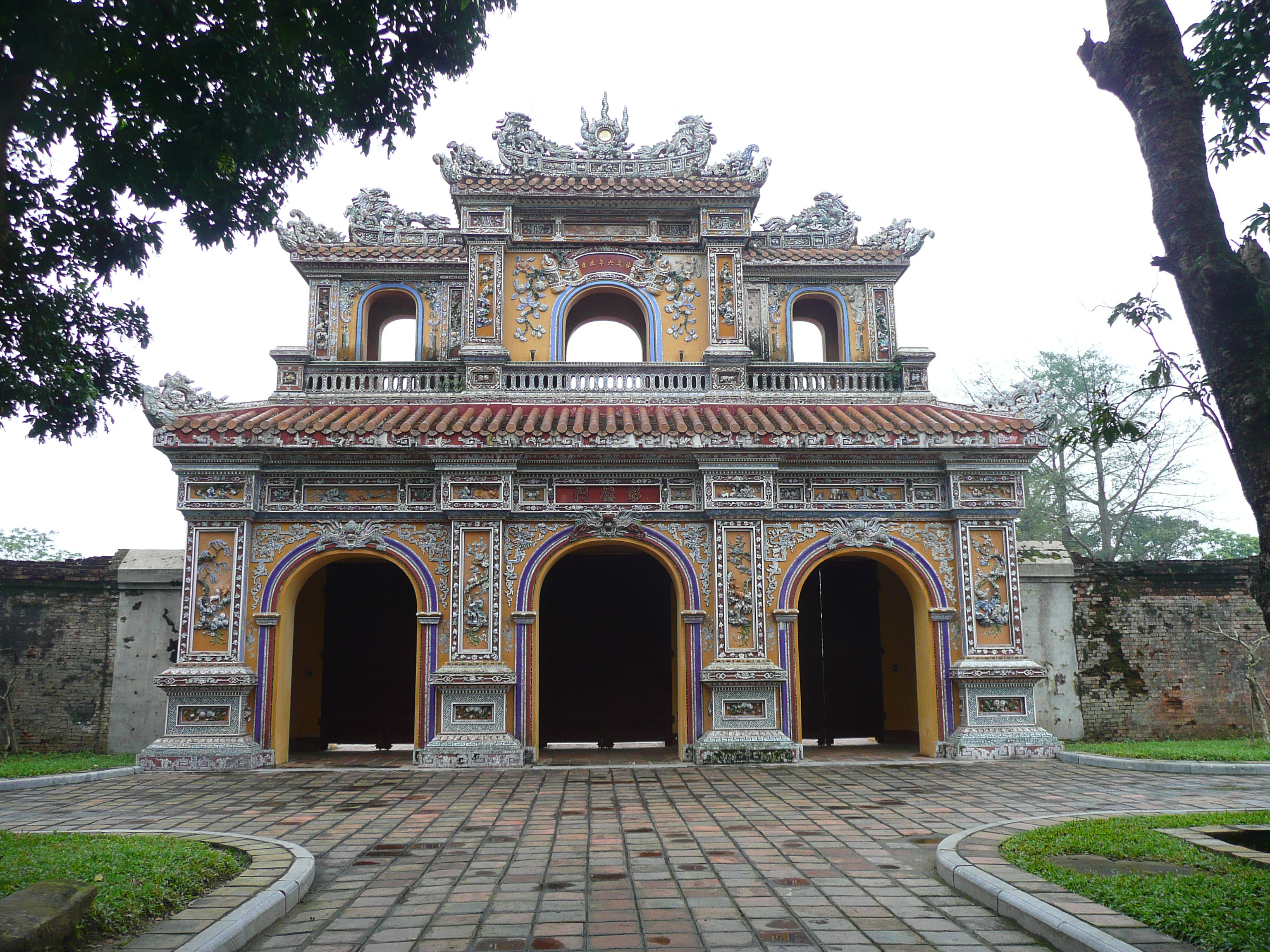
皇城東門顯仁門
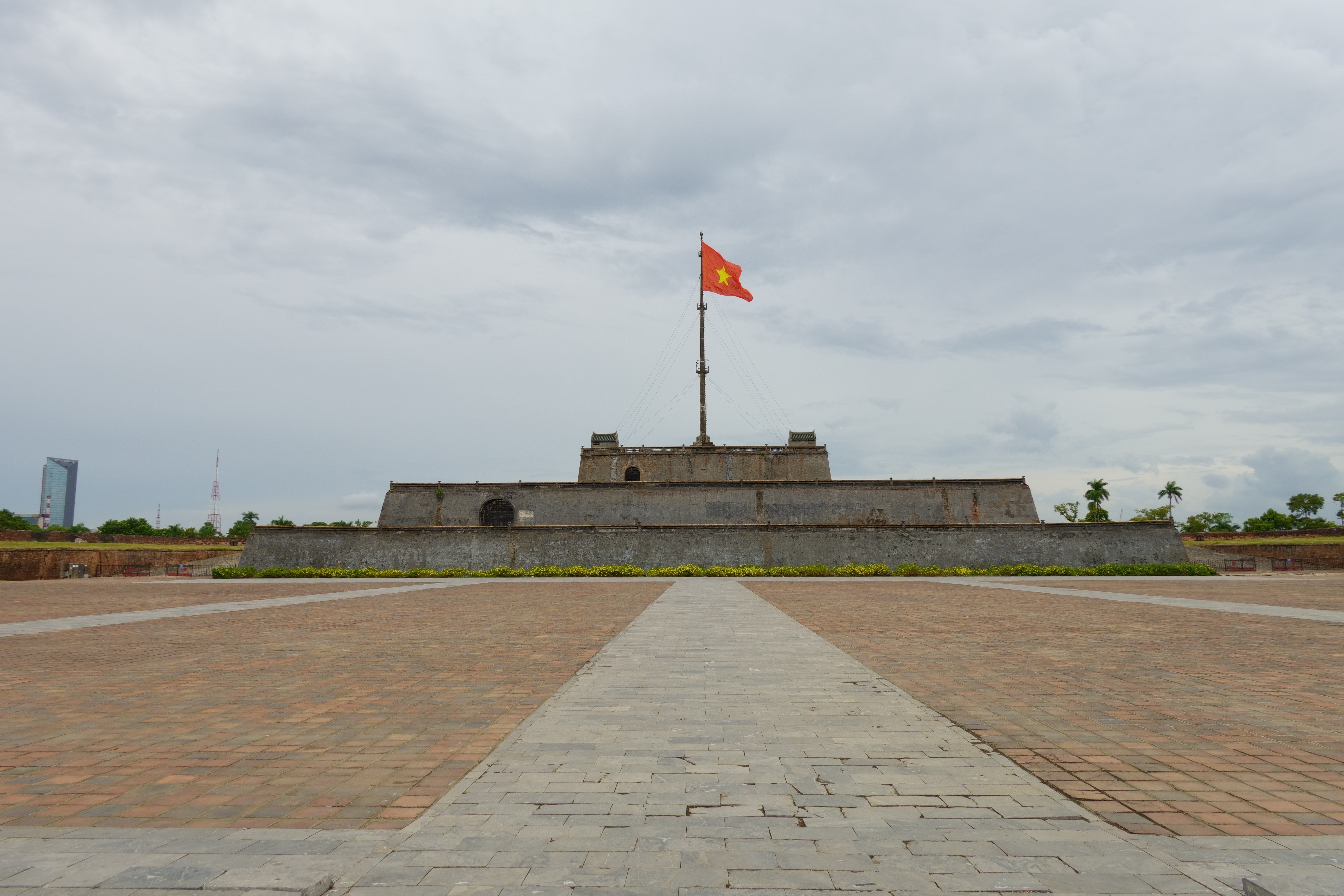
午門外大旗台
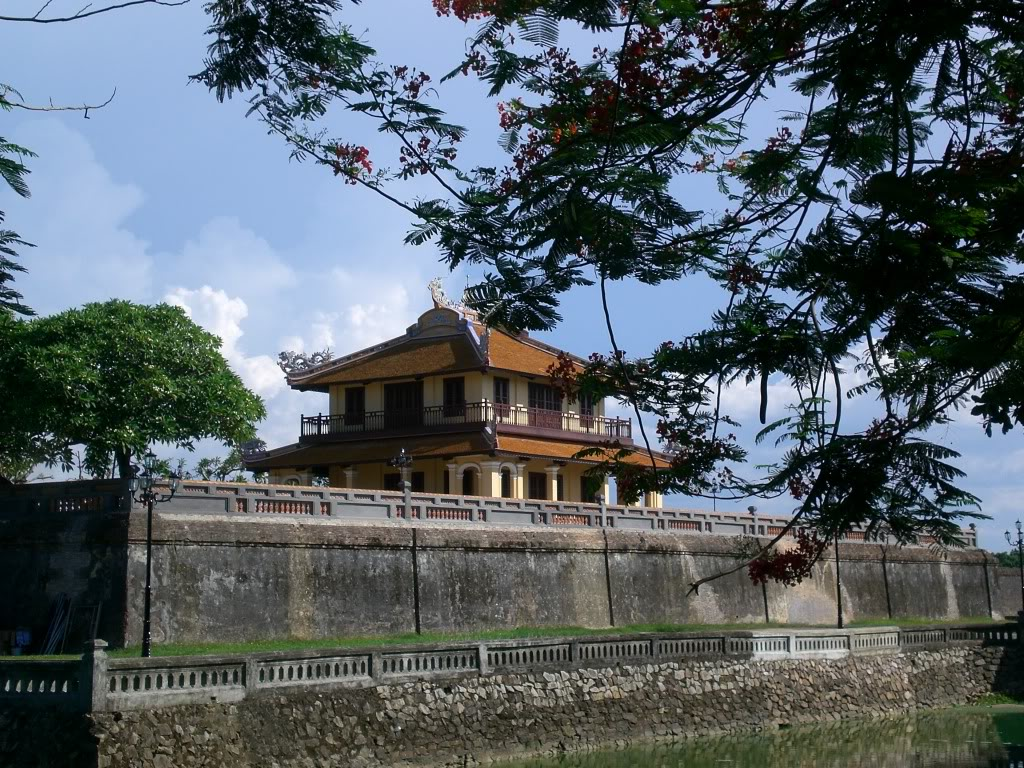
四方無事楼，2001年重建

### 太和殿区域
- 太和殿（Điện Thái Hòa）位於午門之內，太液池之北，始建於嘉隆三年（1804年），嘉隆四年正月完工。嘉隆五年五月，阮朝世祖阮福映在太和殿舉行登基典禮，陳設大朝儀，群臣進奉金冊。[10]。最初位於現址北側，現在的大宮門所在地。明命十三年（1832年）八月，明命帝（Vua Minh Mạng）下令將太極殿移至南側空地「將軍廠」處重建，在午門所在位置建造紫禁城正門大宮門。[11]成泰三年（1891年）、十一年（1899年）曾對太和殿進行維修，1923年為慶祝啟定帝的四十大壽而再次擴建此殿。太和殿為前後兩殿相連而成，面闊九間，進深七間，面積約1200平方米，屋頂重檐，覆黃色琉璃瓦，並嵌有彩色瓷雕和御製詩歌瓷片。太和殿殿基高兩米，中辟七門，殿內深處設有皇帝寶座和寶傘。殿內有80根木質立柱，均塗朱漆，裝飾有金漆雲龍浮雕，地面為花石和黑色大理石。太和殿前有清化石砌成的石台丹陛，稱為大朝儀（Sân Đại Triều Nghi）或大朝院（Sân Đại Triều），為第一拜庭和第二拜庭兩級，丹陛下陳設有銅製鍍金的獅子。太和殿之南為太液湖（Hồ Thái Dịch），湖上有中道橋（Cầu Trung Đạo），橋上建有兩座銅製的欞星門，南門題額為「正直荡平」和「高明悠久」，北門題額為「居仁由義」和「中和位育」。太液湖東為左待漏院，太液湖西為右待漏院。太和殿是越南阮朝皇帝權力的象徵，是舉行皇帝登基、皇帝生日、迎接重要使臣，及每月兩次（農曆初一、十五日）舉辦的大朝儀等重要朝儀的地方。在舉行大朝儀時，太和殿內中設皇帝寶座，只有四柱官和皇親國戚才能進殿謁見。其他官員都需在大朝院從正一品至從九品排隊，文官站於左邊、武將站於右邊。從正一品至從九品的位階都記在朝院的兩行石標上，官員則根據石標的位置確定自己的站立地點。法越戰爭中，法中軍與越盟軍隊曾於1947年2月在順化皇城内交戰，太和殿完好無損，但在1968年順化戰役中被破壞，於1970年重建。此後在1981年、1985年和1992年曾多次進行維修。

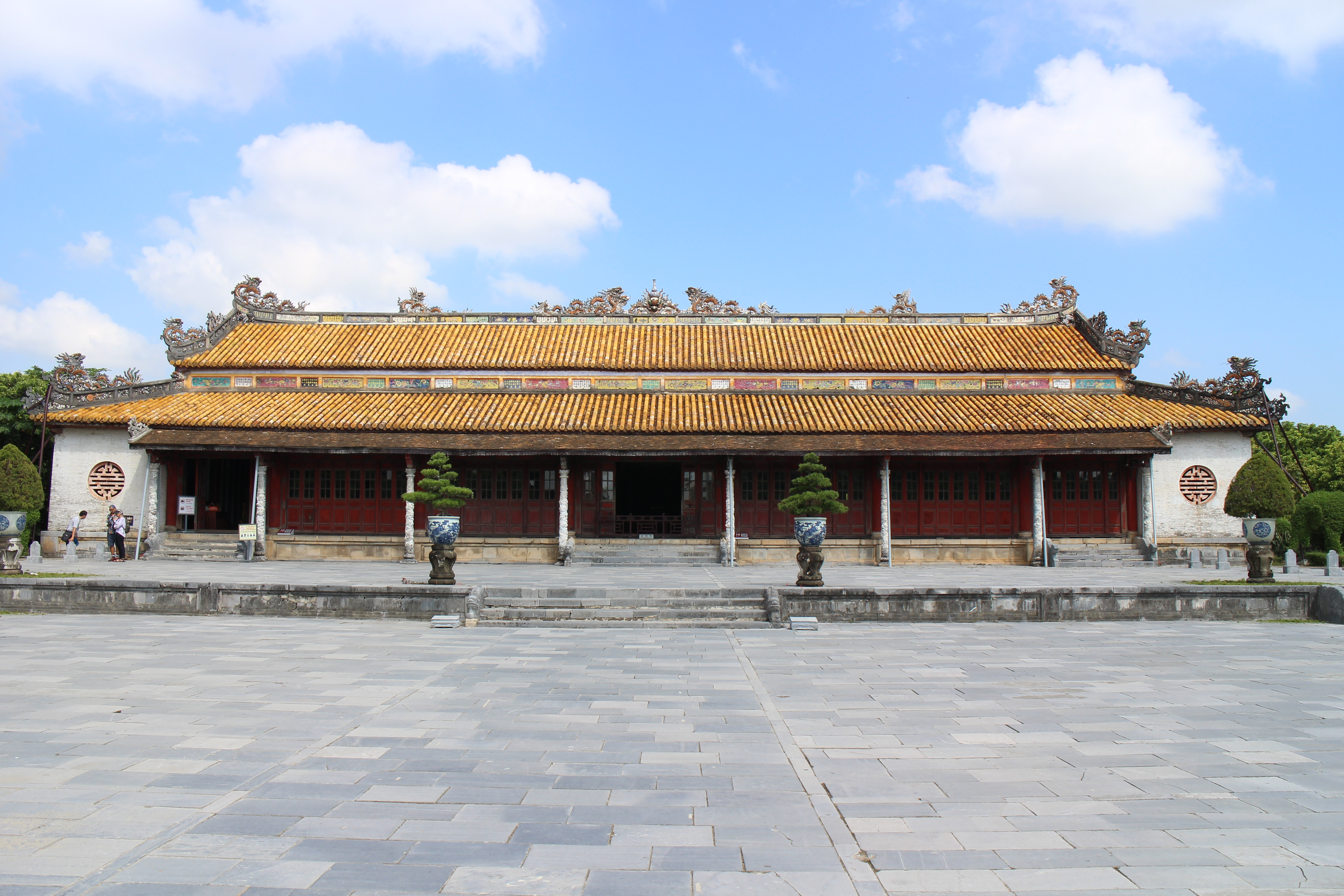
太和殿
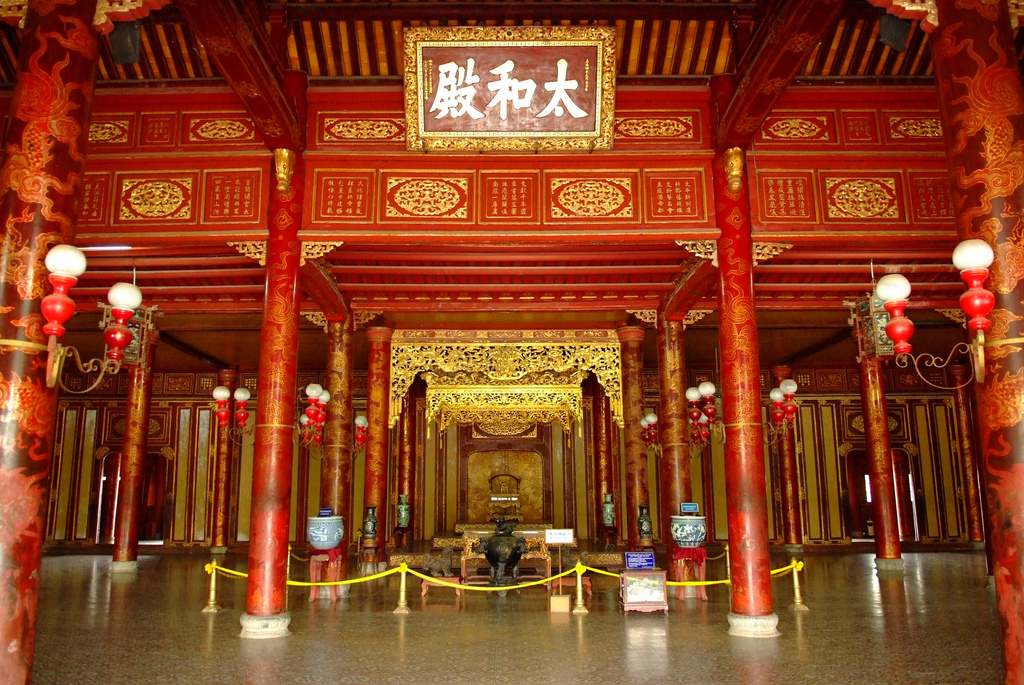
太和殿內部
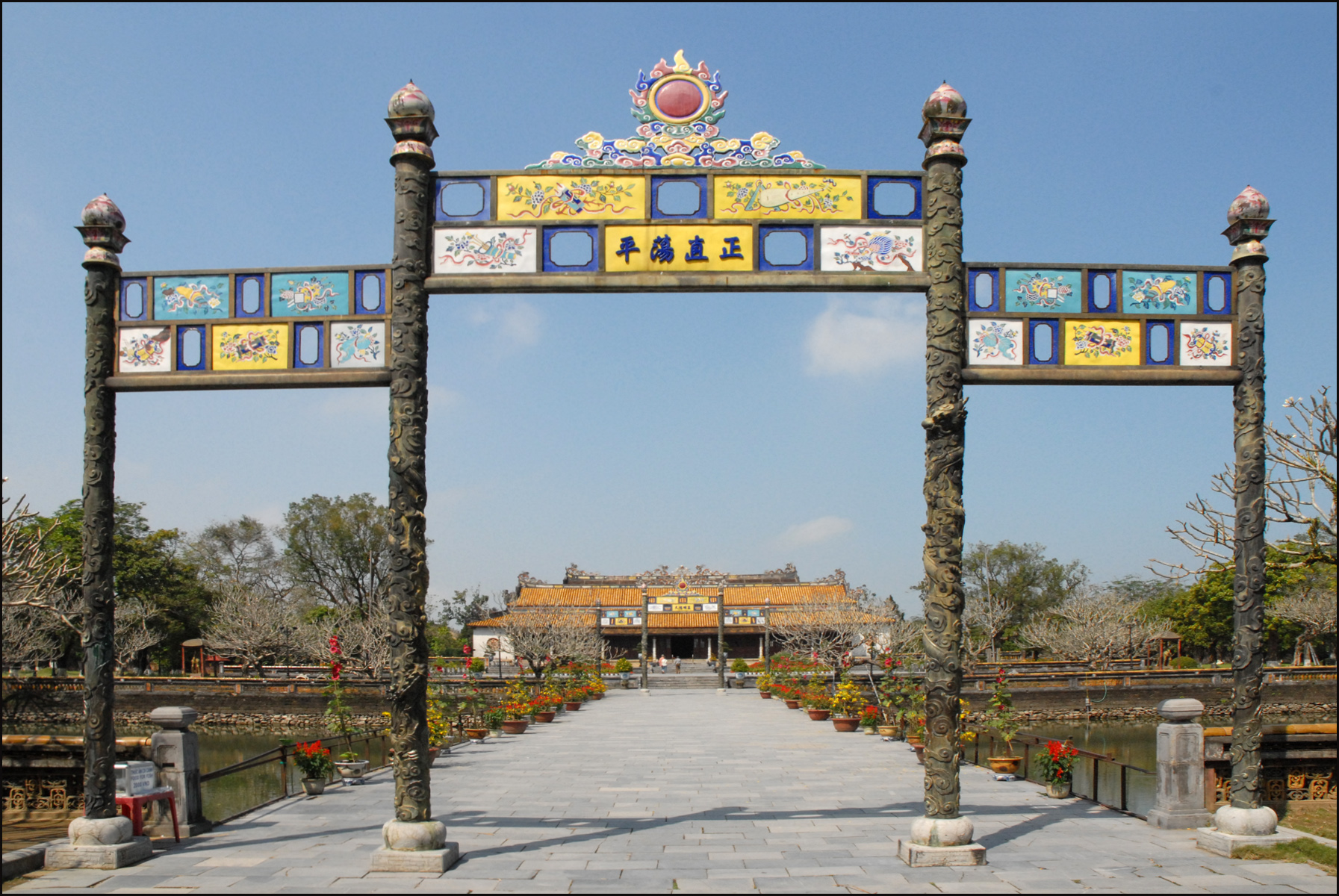
中道橋前「正直荡平」棂星门
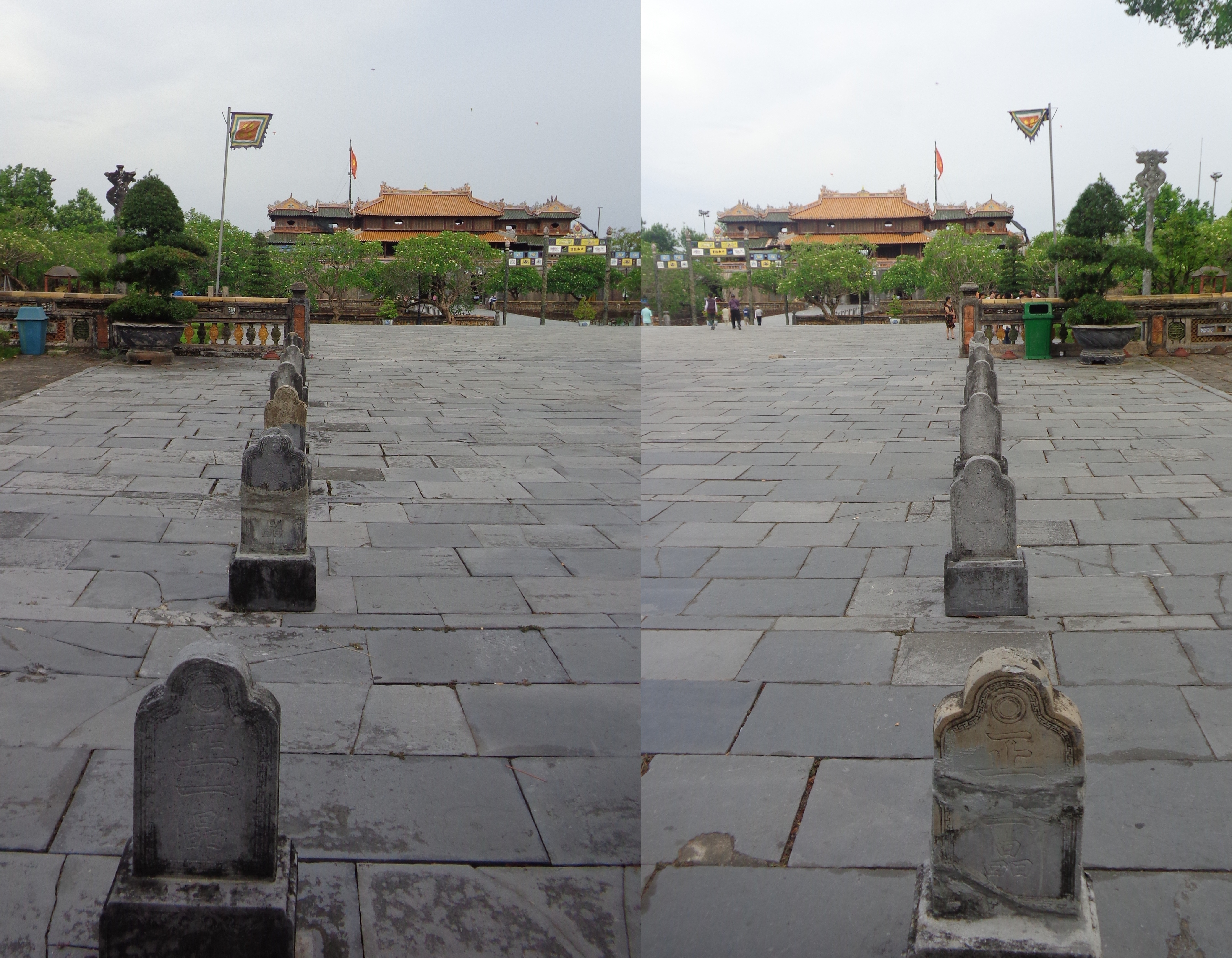
大朝儀位階石標

### 太廟、世庙
- 太廟（Thái Miếu），又稱太祖廟（Thái Tổ Miếu），太廟在1947年的法越戰爭中幾乎被摧毀。1971年，由阮福氏後裔出資重建了太廟。位於太和殿東側，皇城東南角。原為廣南阮主祭祀祖先的宗廟，西山阮朝時被毀。嘉隆元年（1802年）阮福映收復富春後，在原太廟位置設立臨時拜殿，嘉隆六年（1807年）命黎文豐主持修復太廟。嘉隆十八年（1819年）太廟竣工，主持者張進寶（Trương Tấn Bửu）、阮文雲（Nguyễn Văn Vân）、阮科明（Nguyễn Khoa Minh）等人及從役軍士獲賞5000緡。[12]。明命元年建太廟神庫、神廚。太廟面闊九間，周圍設有迴廊。殿內中央供奉廣南國（Quảng Nam Quốc）九代「阮主」（Chúa Nguyễn）神位。正中为太祖嘉裕帝（Thái Tổ Gia Dụ đế）（仙主）阮潢（Nguyễn Hoàng）及皇后神位，其他各帝後神位按昭穆順序佈置。左側昭位依次為熙宗孝文帝（佛主）阮福源、太宗孝哲帝（賢主）阮福瀕、顯宗孝明帝阮福淍、世宗孝武帝（武主）阮福濶（阮福映之祖父）及其皇后，右侧穆位依次为神宗孝昭帝（上主）阮福澜、英宗孝义帝（义主）阮福溙、肅宗孝寧帝（寧主）阮福澍、睿宗孝定帝（定主）阮福淳 及其皇后[13]。太廟東側為隆德殿（祭祀太祖）和昭敬殿（祭祀世宗），西側為穆思殿（祭祀睿宗），每年在皇帝忌日時舉行祭祀典禮。穆思殿北側小殿祭祀土地神。太廟正殿前庭為穆清閣，樓下為門道，明命十一年（1830年）改名綏成閣，成泰年間拆除。綏成閣左右為矮牆，東側為延禧門，上層為鐘樓，西側為光禧門，上層為鼓樓。矮牆外有左右廡，建於嘉隆十二年，供奉阮朝建國元勛功臣。太廟四周建圍牆，東門為顯承門，西側為肅相門，北牆東側為元祉門，西側為長祐門。綏成閣之南為太廟門，門前左右有石獅。
- 肇廟（Triệu Miếu），又稱肇祖廟（Triệu Tổ Miếu），歷經多次戰亂都仍能保存。位於太廟牆外北側，內務府南側。建於嘉隆三年。原名「皇考廟」，祭祀廣南國太祖嘉裕皇帝阮潢的父親阮淦（Nguyễn Kim）（肇祖靖皇帝）神主。正殿為越南特有的前後兩楹建築，周圍有迴廊，東側為神庫，西側為神廚，東、西、北方建有小塔。肇廟四周圍牆，北牆開集慶門、衍慶門，南牆開元祉門、長裕門。
- 世廟（Thế Miếu），又稱世祖廟（Thế Tổ Miếu），現存建築物之一，位於太和殿西側，皇城西南角。建於明命二年，為供奉阮朝諸帝神位的宗廟。正中為世祖高皇帝（嘉隆帝）阮福映、承天皇后、順天皇后神位，左側昭位依次為聖祖仁皇帝（明命帝）阮福晈、翼宗英皇帝（嗣德帝）阮福時、景宗純皇帝（同慶帝）阮福昪 及皇后神位；右側穆位依次為憲祖章皇帝（紹治帝）阮福暶、簡宗毅皇帝（建福帝）阮福昊、弘宗宣皇帝（啟定帝）阮福晙及皇后、咸宜帝、成泰帝、维新帝（後面三位君主1950年代供入）的神位。至於被廢及被迫退位的恭宗（育德帝）、朗國公（協和帝）以及末代保大帝的神主均未放入世廟。
- 顯臨閣（Hiển Lâm Các），位於世廟正殿前庭，形制類似太廟的綏成閣，左側為峻烈門，上設鐘樓，西側為豐功門（後改名為崇功門），上設鼓樓。世廟東側為更衣殿，西側為土地神祠。世廟周圍有圍牆，東門為啟迪門，西門為崇成門，北牆東側為顯祐門，西側為篤祐門，南側為世廟門。顯臨閣前庭陳列有九鼎（Cửu Đỉnh），鑄造於明命十七年（1836年），鼎上有日月、山川、花草等圖案。中央為高鼎，高153厘米，直徑101厘米；左一為仁鼎，左二為英鼎，左三為純鼎，左四為裕鼎；右一為章鼎，右二為毅鼎，右三為宣鼎，右四為玄鼎
- 興廟（Hưng Miếu），又稱興祖廟（Hưng Tổ Miếu），在1947年法越戰爭中燒毀，1951年由端徽皇太后（Đoan Huy Hoàng Thái Hậu）出資重建。位於世廟牆外北側，奉先殿南側。建於明命二年（1821年），正殿為越南特有的前後兩楹建築，四周圍有迴廊。殿內供奉阮朝開國世祖高皇帝的父親，廣南武王的兒子阮福㫻（Nguyễn Phúc Luân）（興孝康皇帝）及皇后。興廟殿前及左右三面圍牆，東為章慶門，西為毓慶門，南牆兩門與世廟北牆的兩門相重，為應祥門（世廟應祐門）和致祥門（世廟顯祐門）。

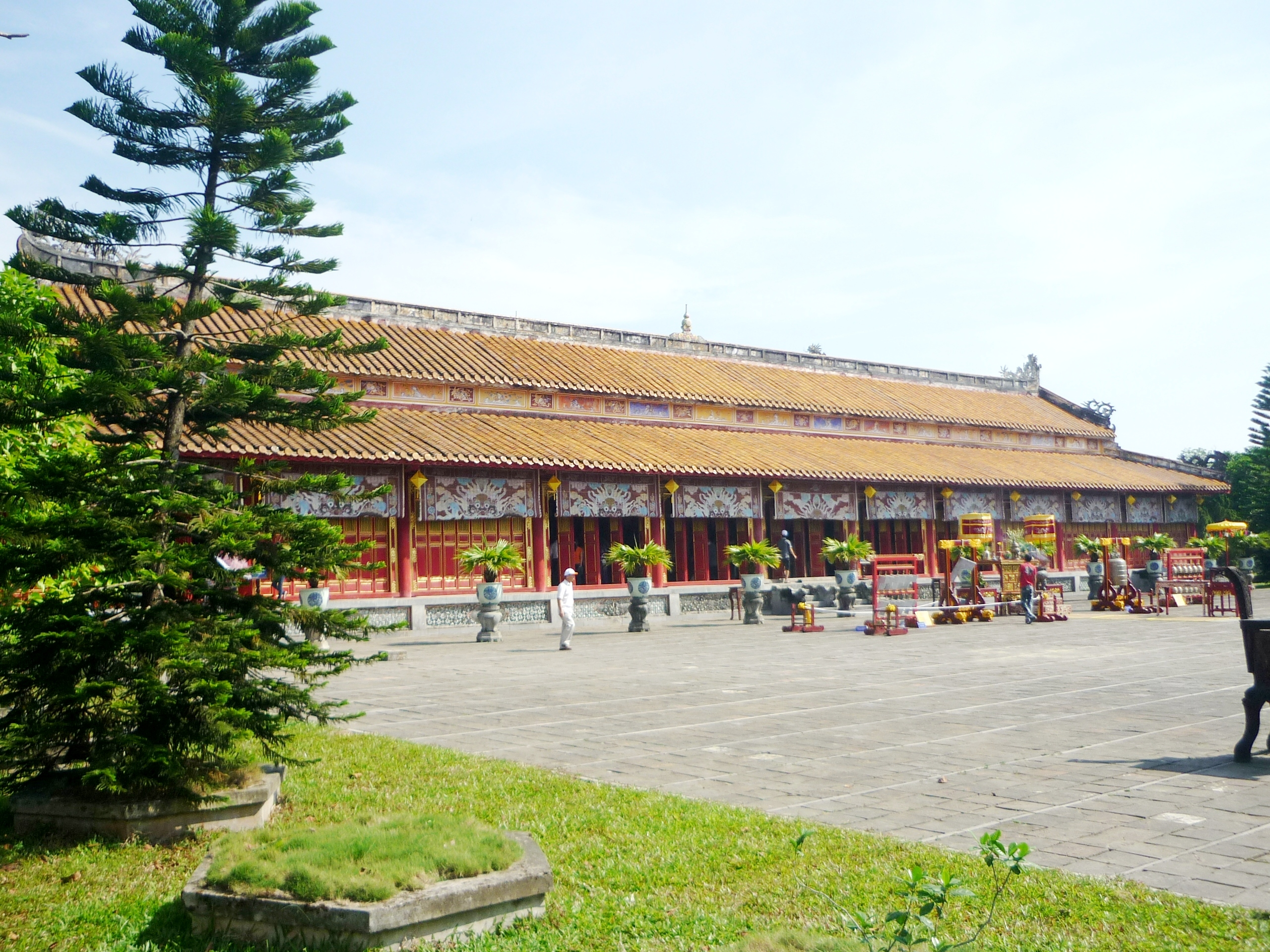
太廟
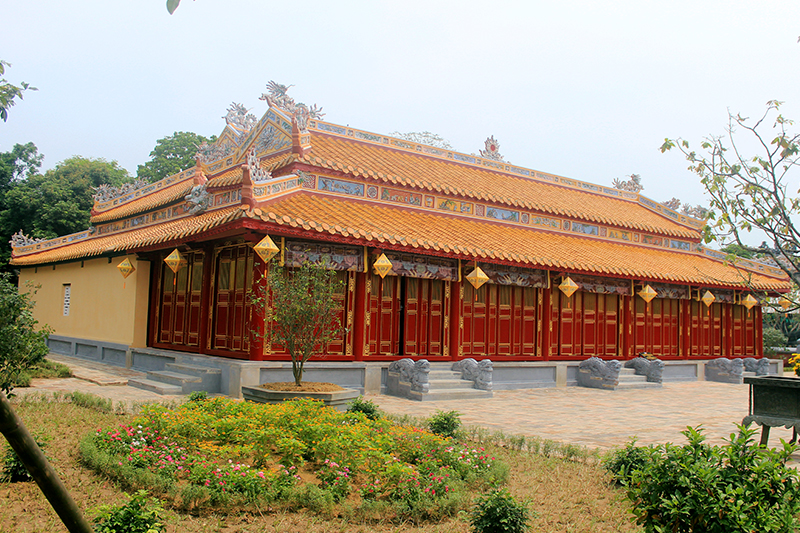
肇廟
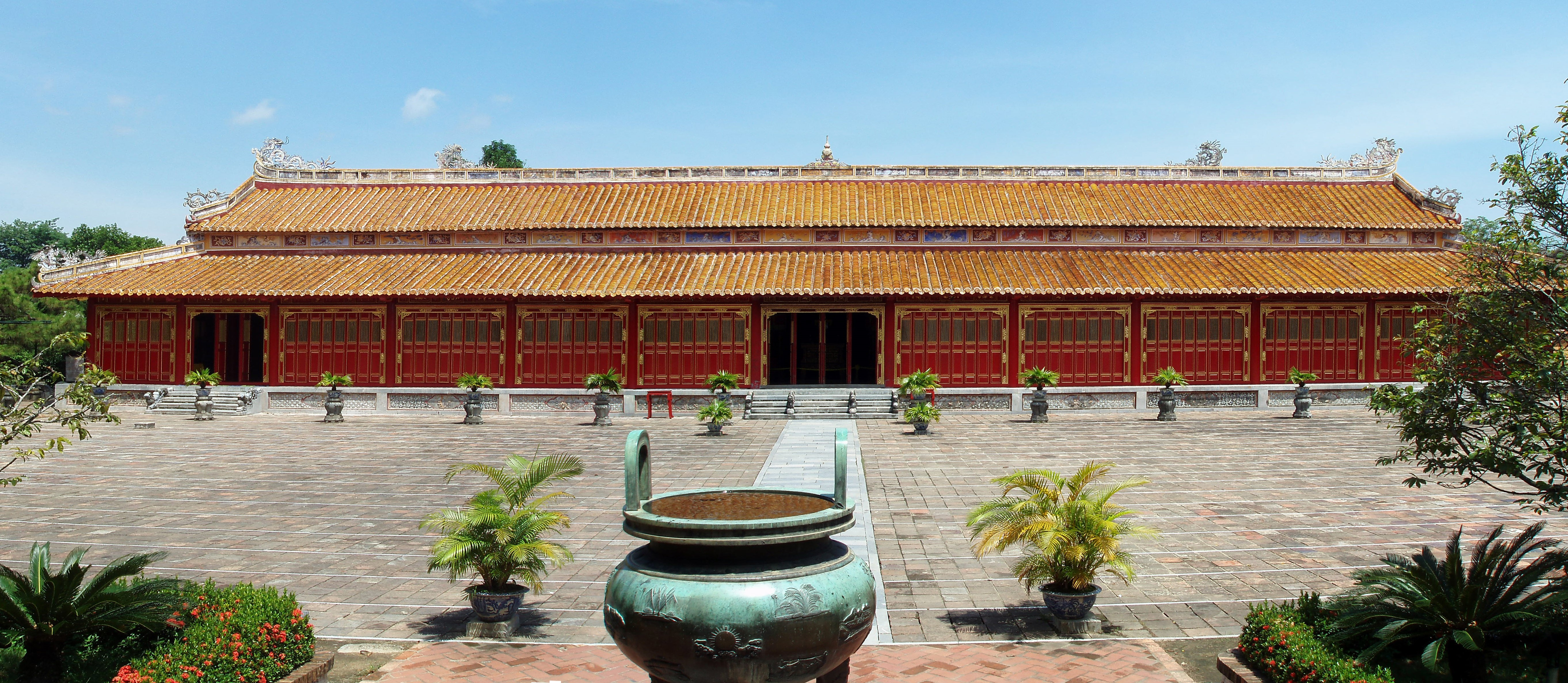
世廟正殿，自顯臨閣方向拍攝，近處為九鼎中的高鼎
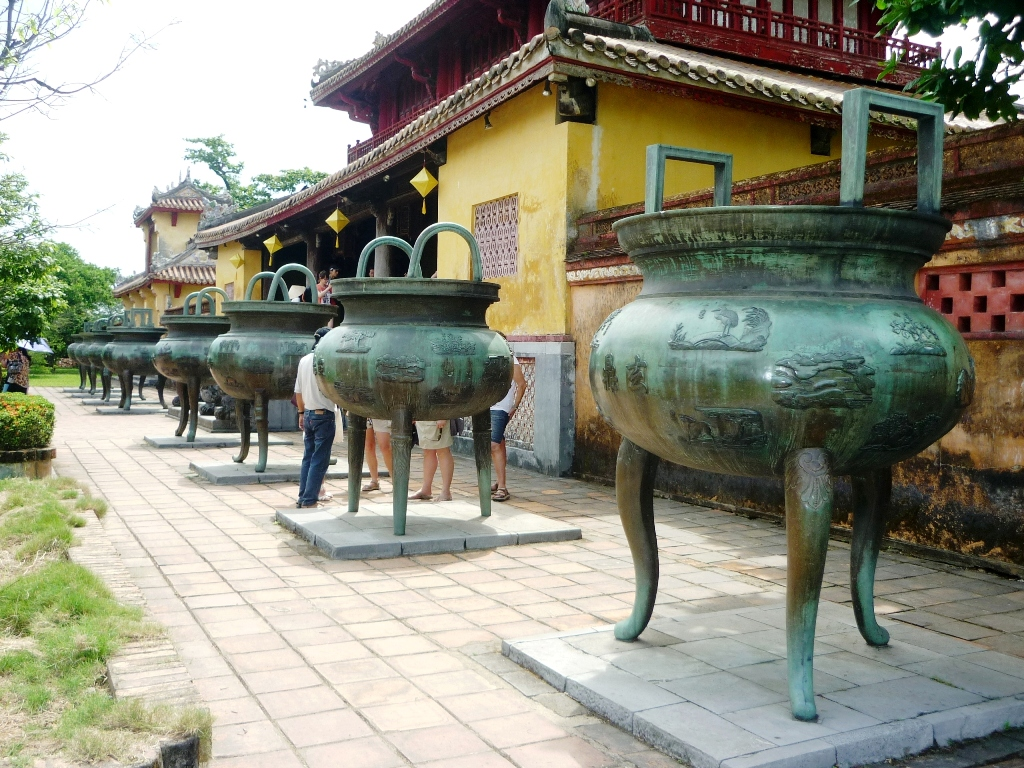
世廟九鼎
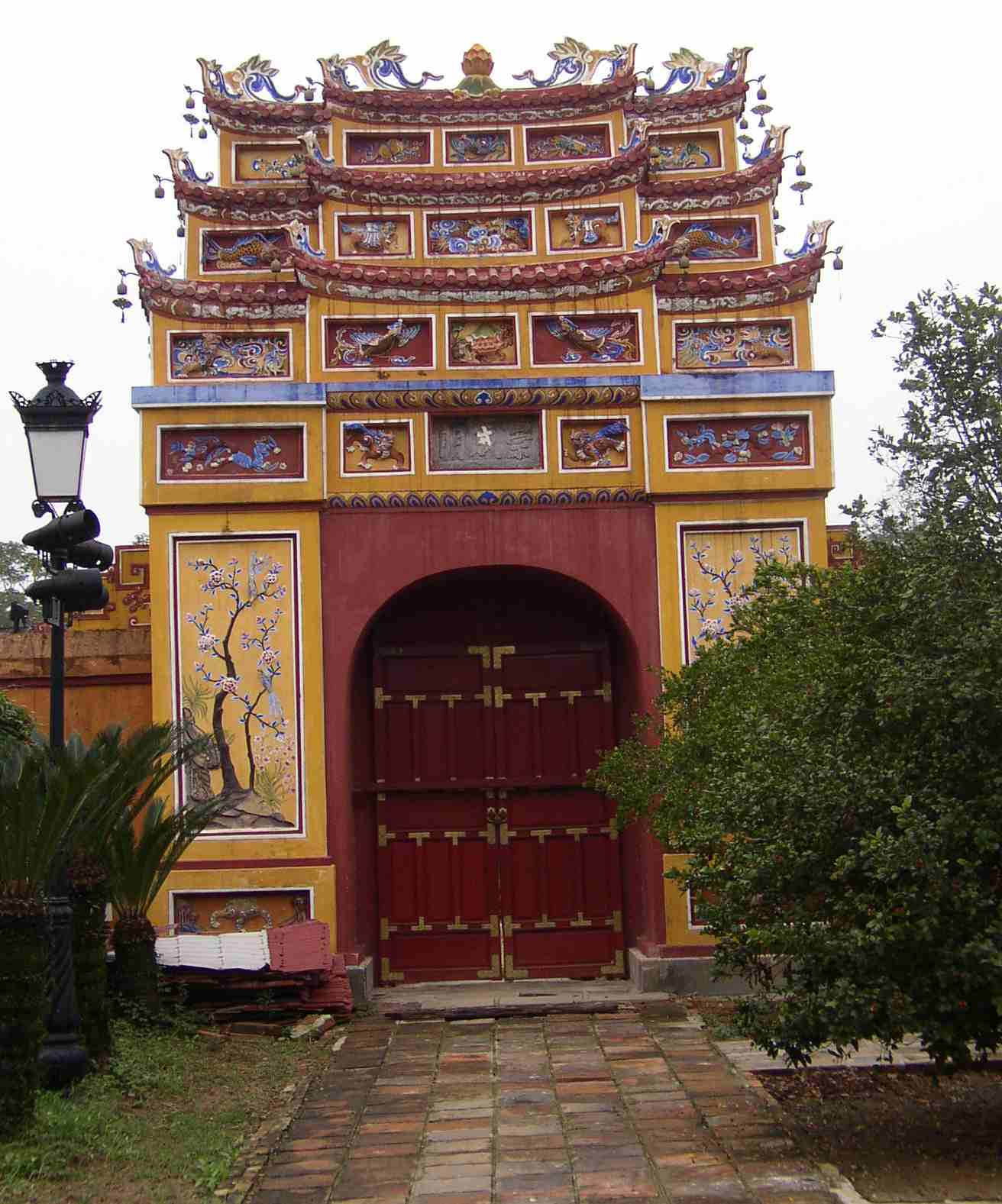
世庙崇成門
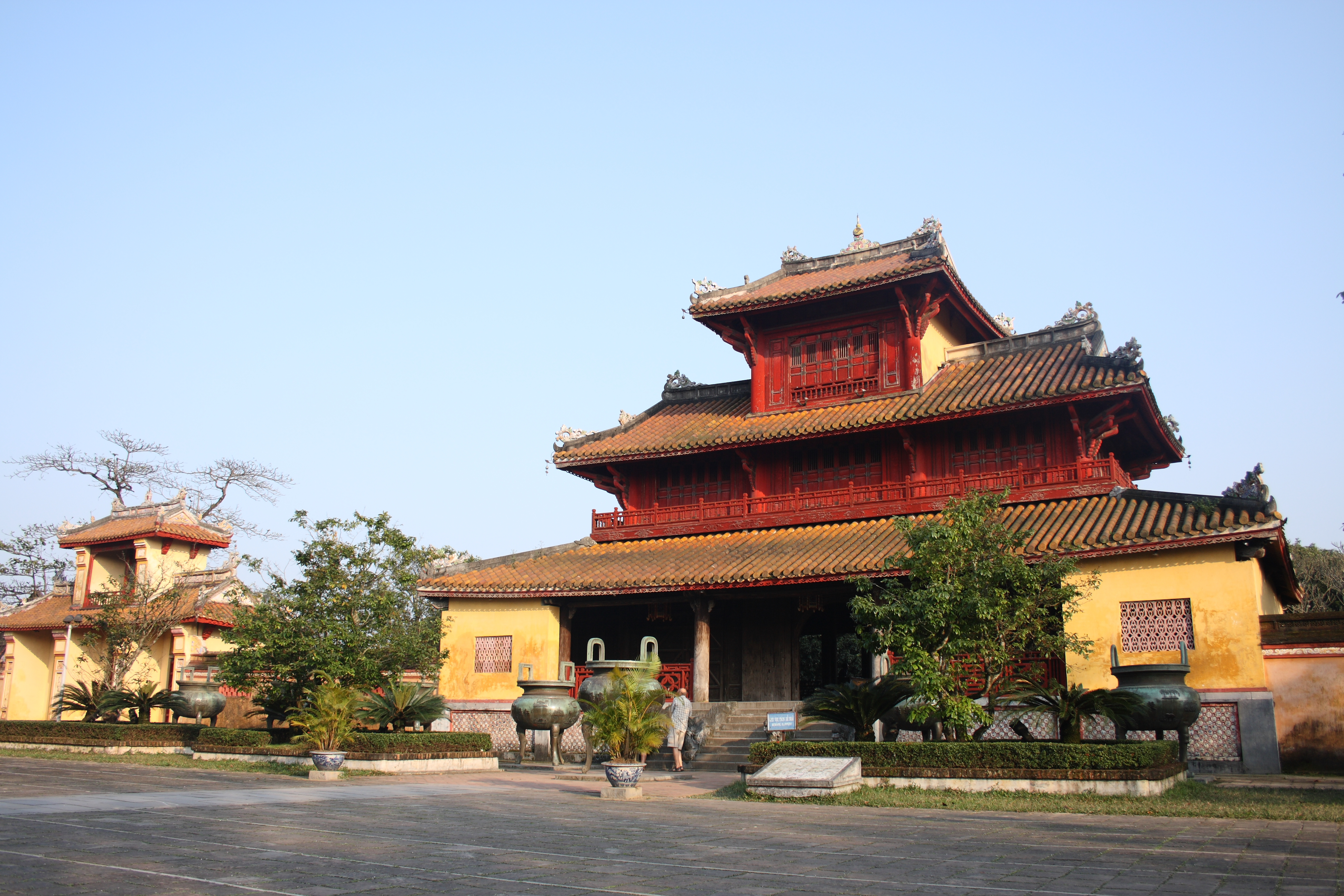
顯臨閣
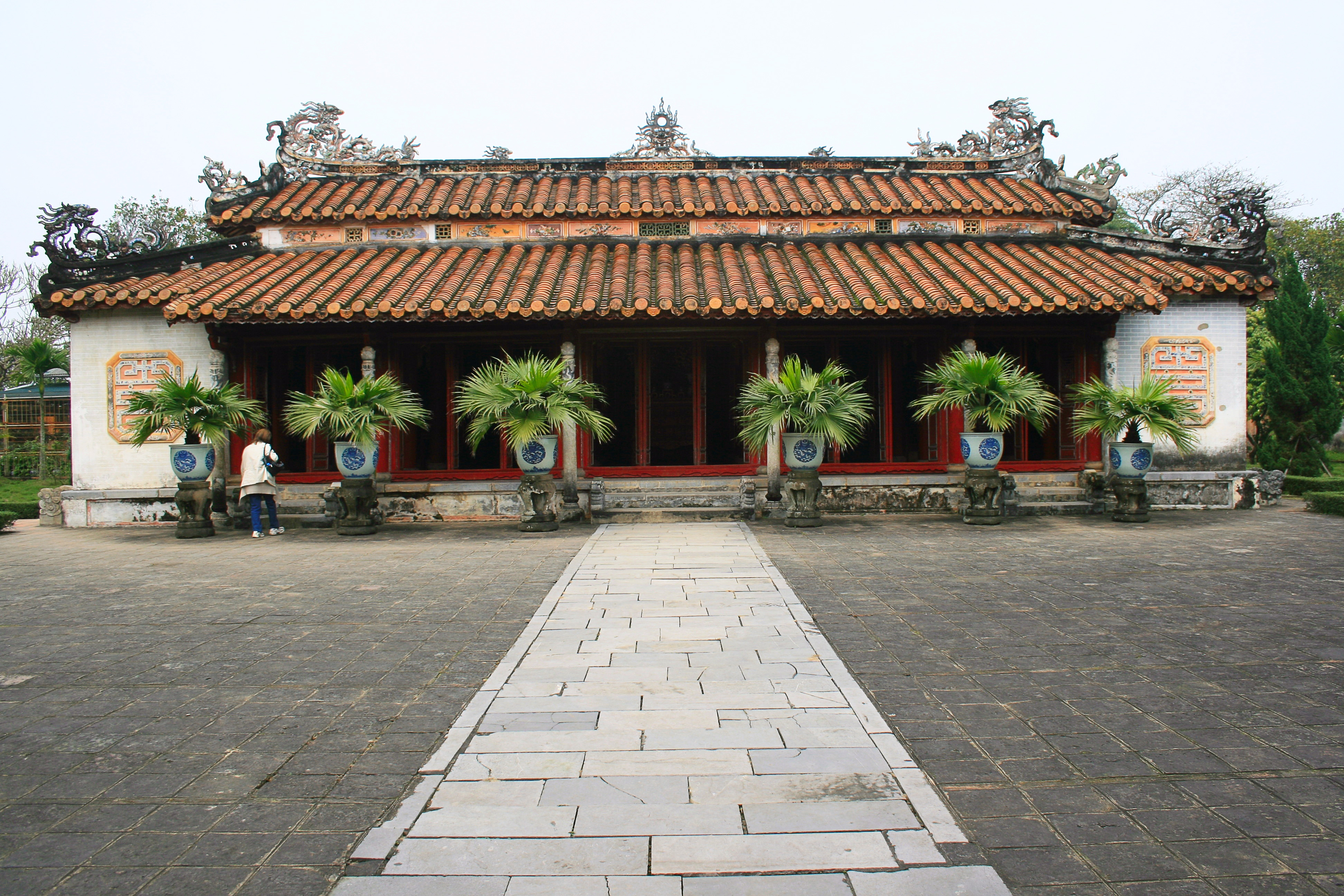
興廟

### 皇城西部区域
- 奉先殿（Điện Phụng Tiên）位於肇廟之北，皇城西側，靠近彰德門和西關台。建於嘉隆十三年（1814年）三月，初名皇仁殿。最初為停放嘉隆帝皇后梓宮的場所，嘉隆十八年停放嘉隆帝梓宮，後廊安置先帝側妾居住（明命元年遷往新營建的慈壽宮）。明命十年改名奉先殿，前楹十一間，正楹九間，殿內供奉嘉隆、明命、紹治、嗣德四帝及皇后的神位。奉先殿在1968年順化戰役中焚毀，現存圍牆、殿基及廟門遺蹟。
- 長生宮（Cung Trường Sanh），又名長宁宮（Cung Trường Ninh），位於西路后宮部分，在延壽宫之北，皇城西北隅，為太皇太后居所。建於明命三年（1822年）。在長生宮與延壽宮之間曾建有五代同堂（壽泰殿）和萬福樓，後來被拆除。
- 延壽宮（Cung Diên Thọ）又名壽祉宮，同樣位於西路后宮部分。是皇太后居所。位於紫禁城西牆外，奉先殿之北，長生宮之南。正門為壽祉門，門內為壽祉宮，壽祉宮之後為寧壽宮。寧壽宮原名長壽宮，建於嘉隆三年（1804年）。嘉隆十五年為皇太子修建清和殿而拆毀長壽宮，挪用其木料。明命元年（1820年）重建，改名慈壽宮。嗣德帝時期改名嘉壽殿，成泰十三年（1901年）改名為寧壽宮。壽祉宮前庭西側為越南風格的二層樓房靜明樓（Lâu Tịnh Minh），建於保大七年（1932年），為同慶帝皇后養病的場所。1947年建中樓在法越戰爭中被破壞後，保大帝一度以此樓為居所。壽祉宮前庭東側為左恭，有長廊與紫禁城坤泰殿相連，但因戰爭被毀。

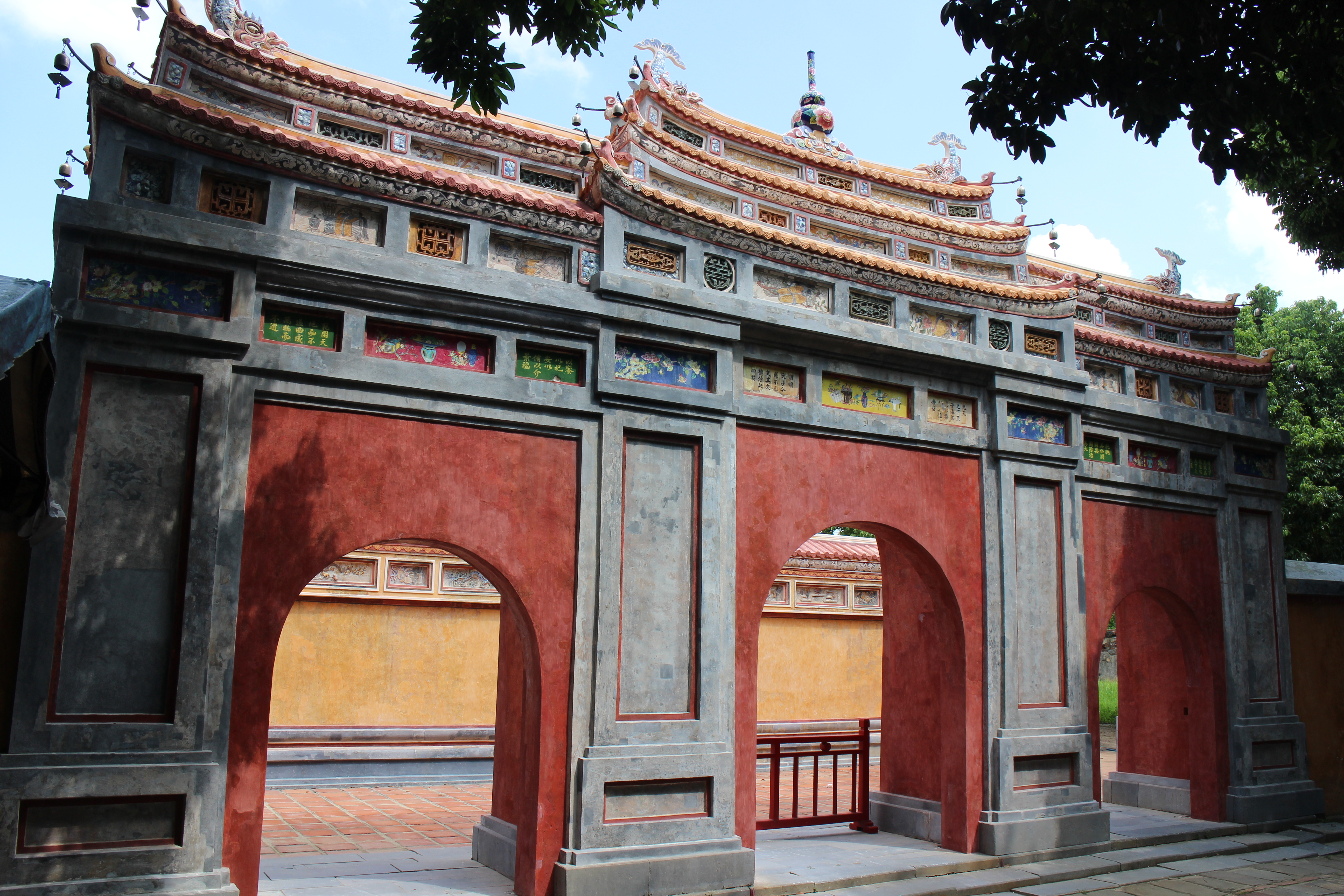
奉先殿正门
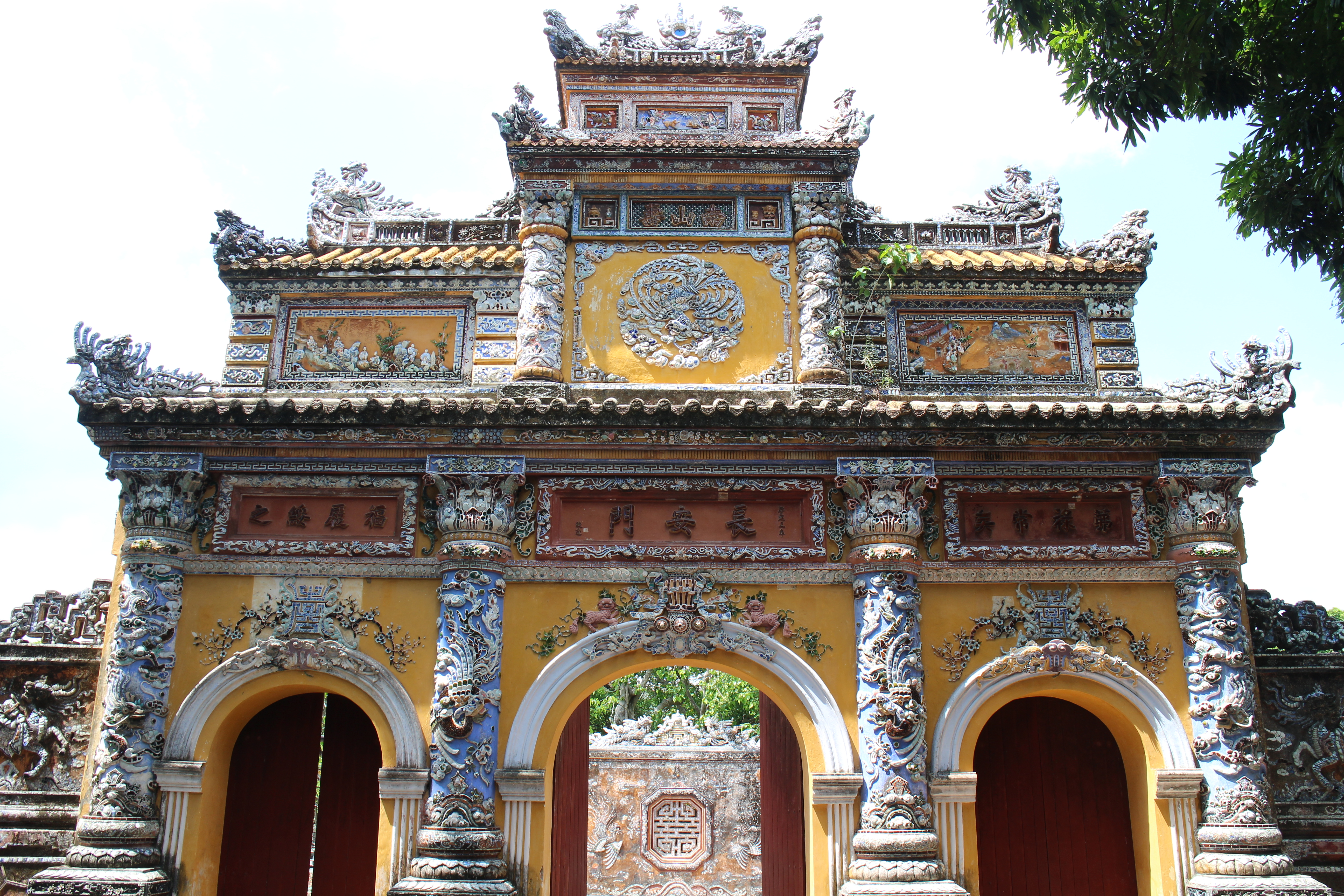
長生宮長安門
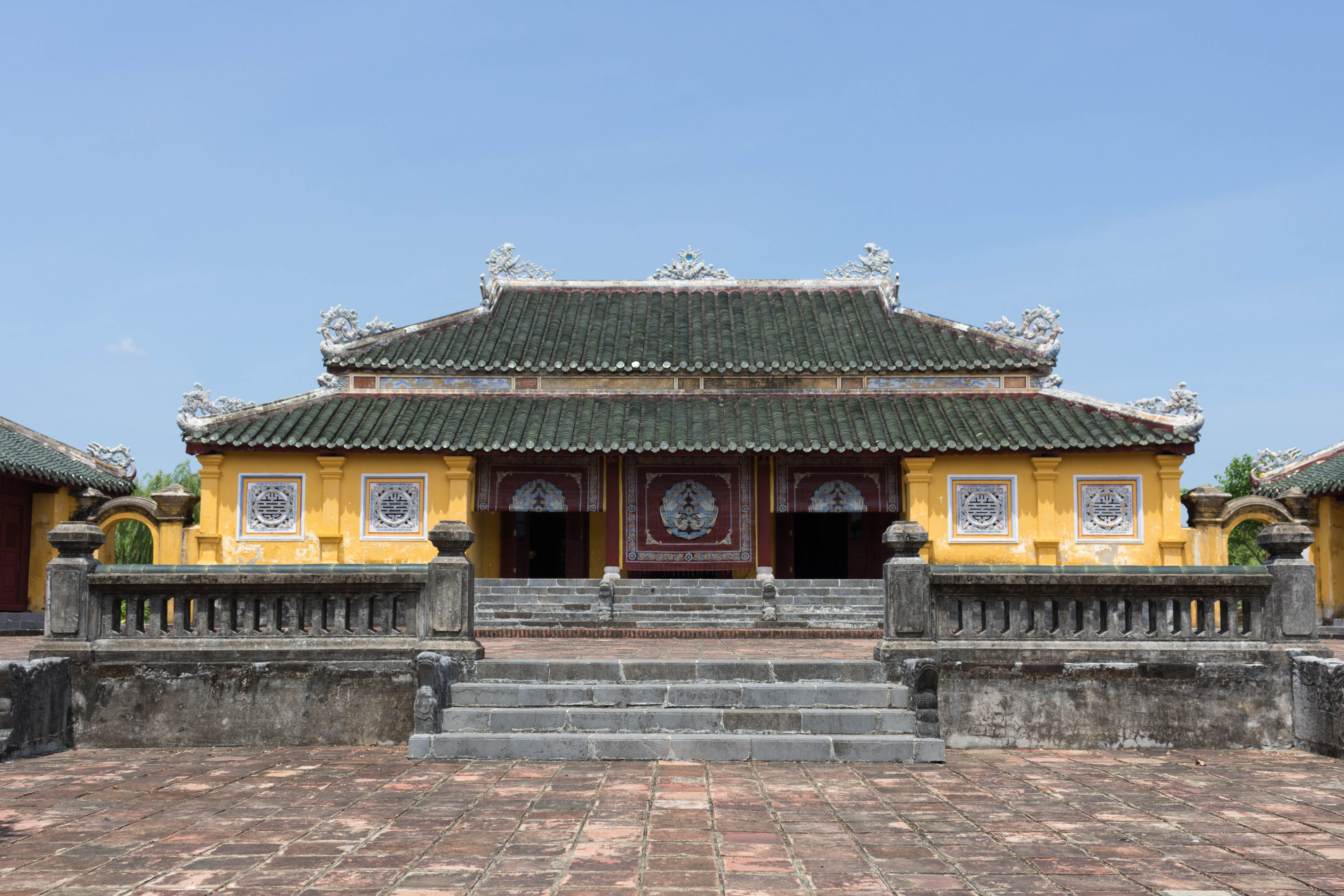
长生宫
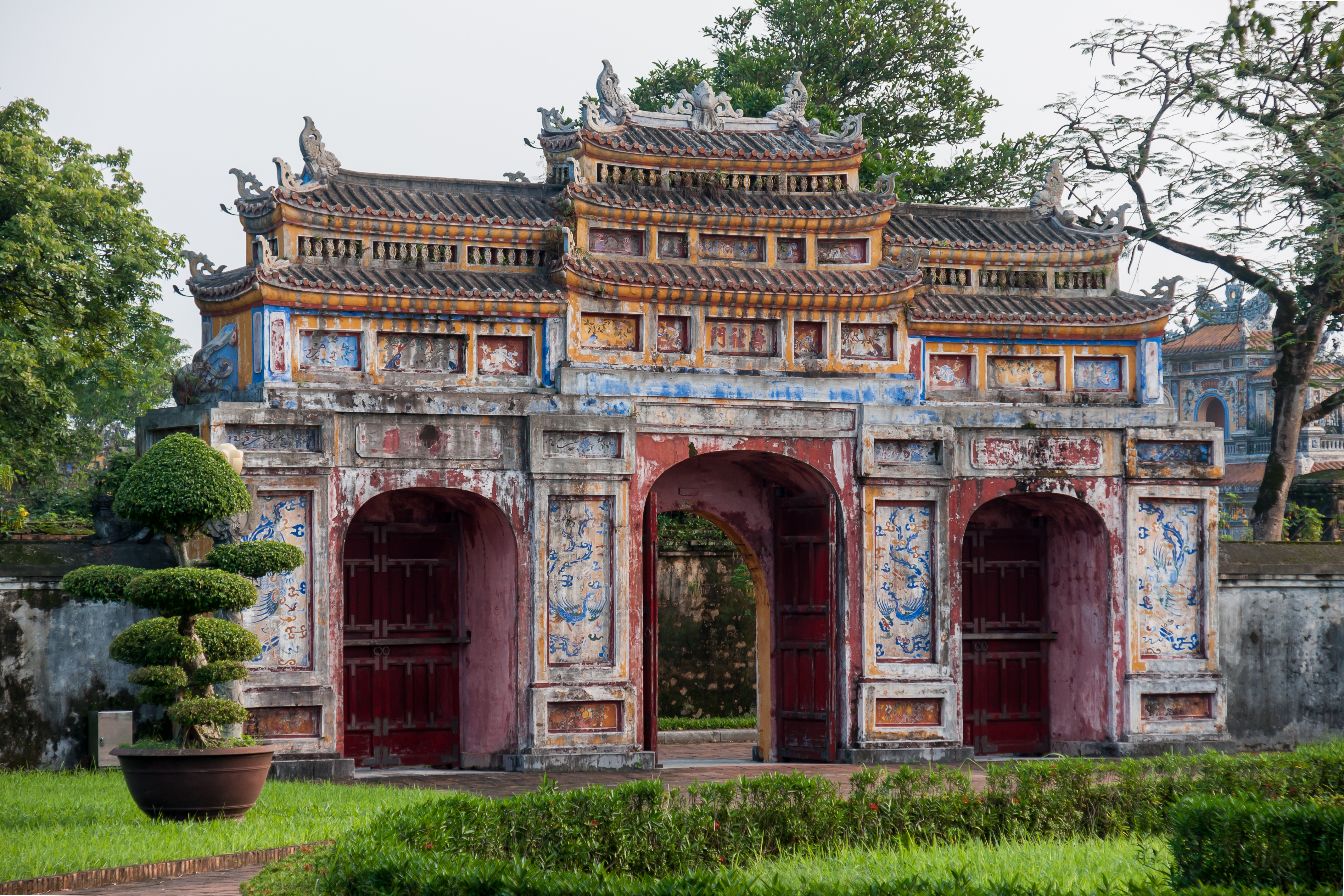
延寿宫壽祉門
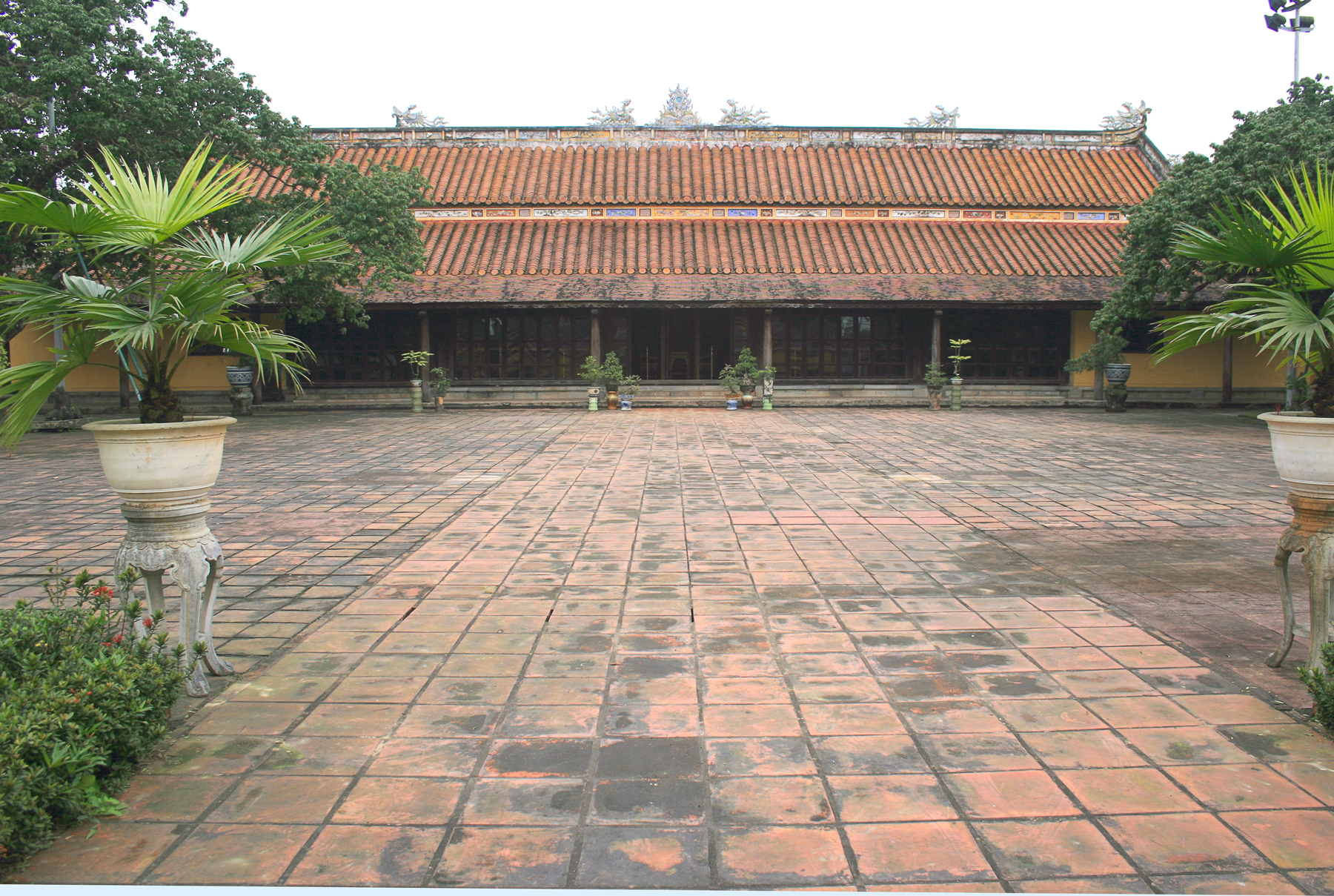
延壽宮
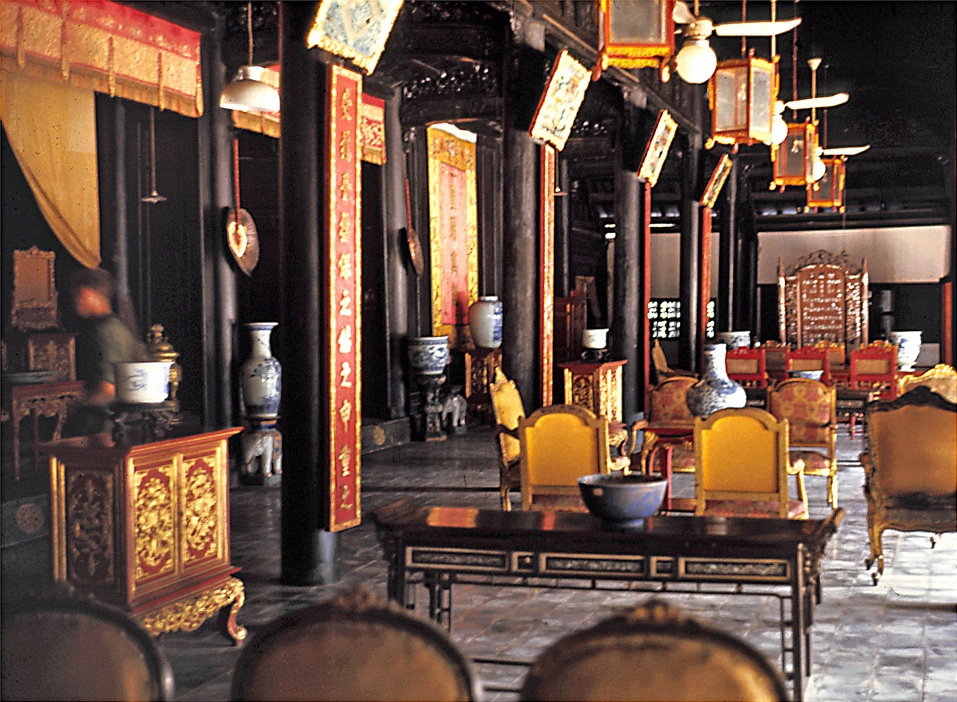
延壽宮内景
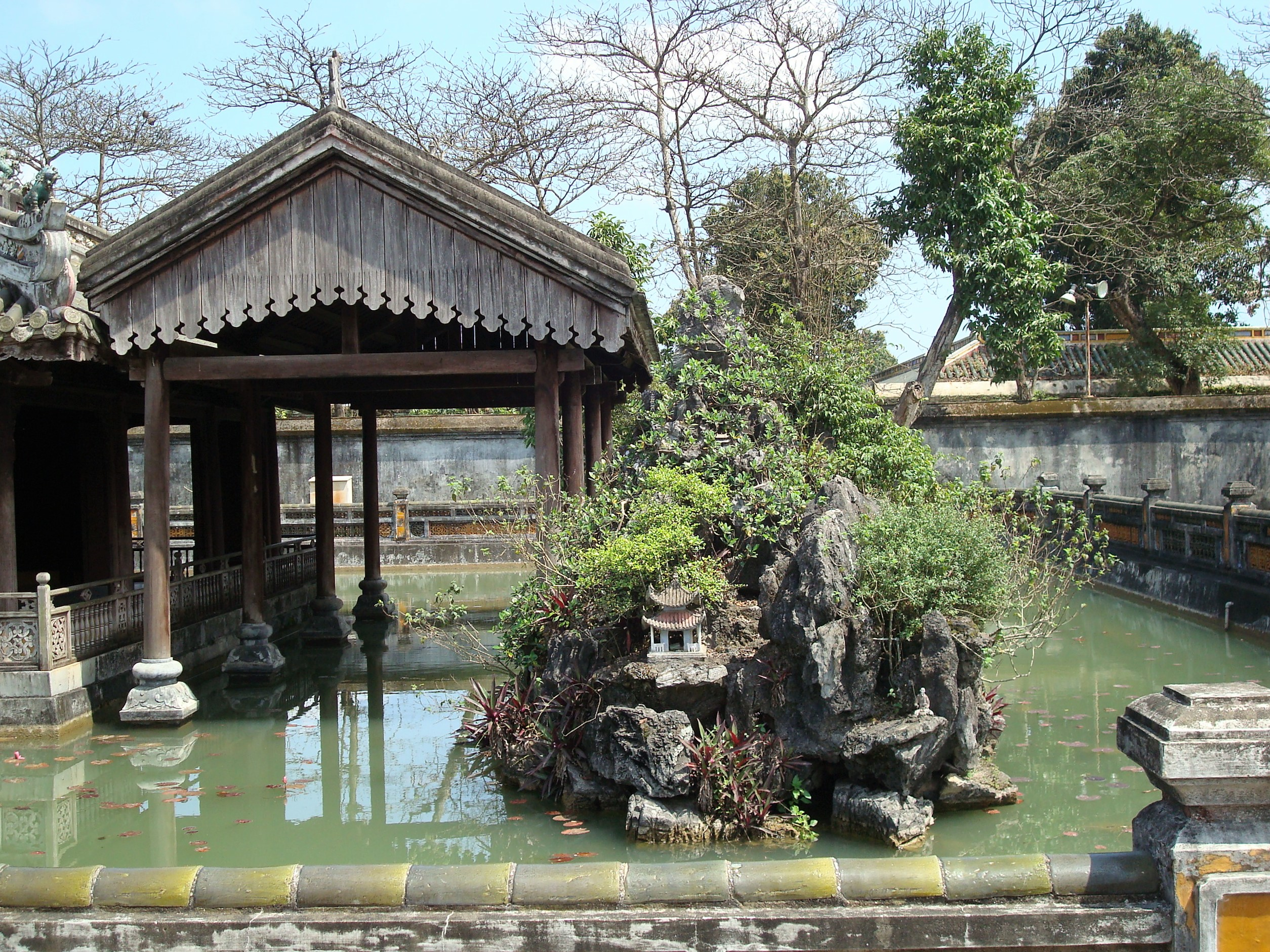
延寿宫後花園
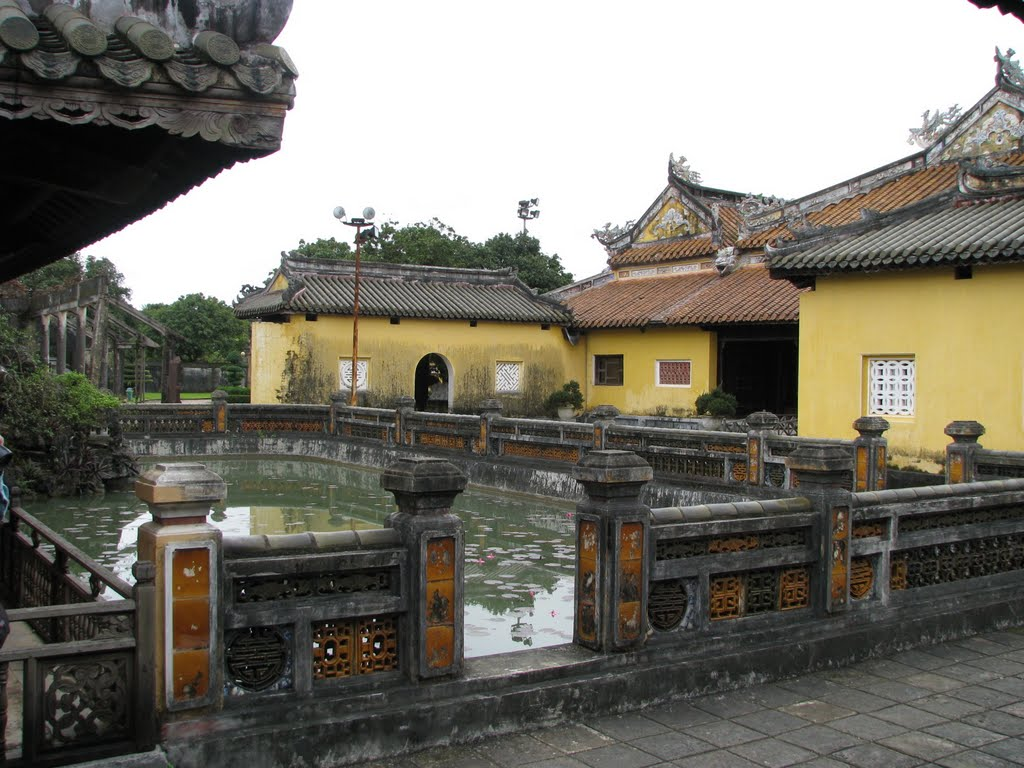
延寿宫左恭
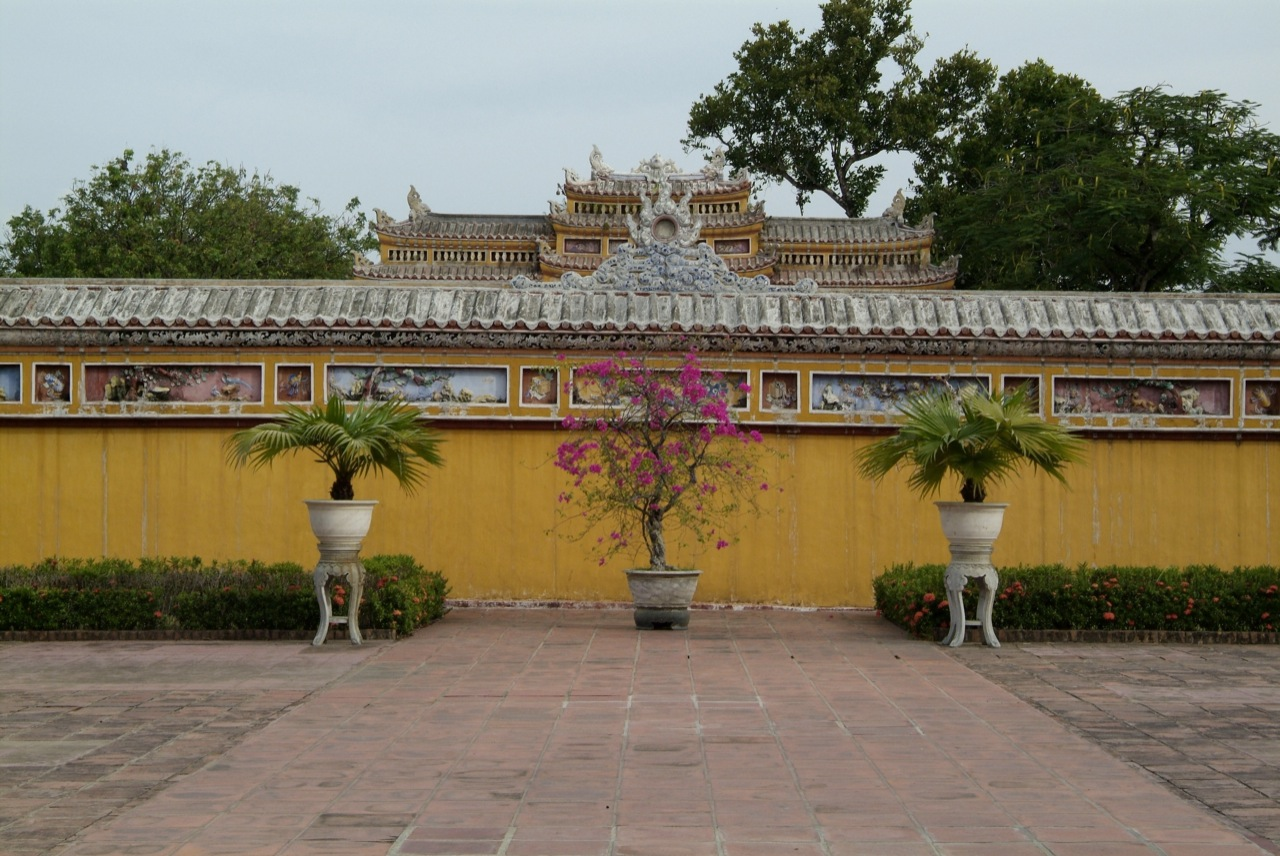
延寿宫宫墙

### 紫禁城
紫禁城（Tử Cấm Thành），又稱宮城（Cung thành）位於皇城中央偏後區域，於嘉隆元年（1802年）十一月規劃，明命三年（1822年）將太和殿南遷，常朝和内寢區域建圍牆，改名為紫禁城。主要建築均为黄色外牆。城牆高九尺三寸（2.81米），厚一尺五寸（0.54米），周長三百零六丈（930米），東西寬八十一丈（245米），南北深七十二丈六尺（220米）。
紫禁城設有七門。南面正门为大宫门，东为兴庆门、东安门，西为嘉祥门、西安门，北为祥鸾门、仪凤门。采取中轴对称布局，大宫门、勤政殿、乾成殿、坤泰殿、建中楼形成中央轴线，两侧对称布置左庑、右庑，文明殿、武显殿，光明殿、贞明殿，养心院、顺徽院，外围则布置阅是堂、太平楼、绍芳园、六院，以及内务府、侍卫值房、尚膳所、御医院等内廷服务机构。

#### 勤政殿區域
勤政殿區域所有建築，除左右廡外，全在1968年順化戰役中被徹底破壞。
- 大宮門（Đại Cung môn），建於明命十四年。原為太和殿所在位置，左為左肅門，右為右肅門。明命十四年建大宮門，門額為「乾成宫」三字。正由早稻田大学协助研究复原重建。
- 勤政殿（Điện Cần Chánh），始建於嘉隆三年（1804年），後來在嘉隆十年（1811年）、嘉隆十八年（1819年）、明命十二年（1831年）、成泰十一年（1899年）多次重修。為阮朝皇帝處理政事、接見外國使臣的常朝殿，外觀類似於皇城太和殿，面闊九間。2021年启动重建项目，尚未开工[15]。
- 文明殿（Điện Văn Minh），建於明命五年，位於勤政殿東東側，初名武顯殿，明命十四年更名，為便殿和朝儀場所。
- 武顯殿（Điện Võ Hiển），建於明命五年，位於勤政殿西側，初名文明殿，明命十四年更名，為便殿。
- 左廡（Tả vu），位於勤政殿前庭東廡。右值房為機密院辦公處，左值房為内閣辦公處。
- 右廡（Hữu vu），位於勤政殿前庭西廡，左右值房均為内閣辦公處。

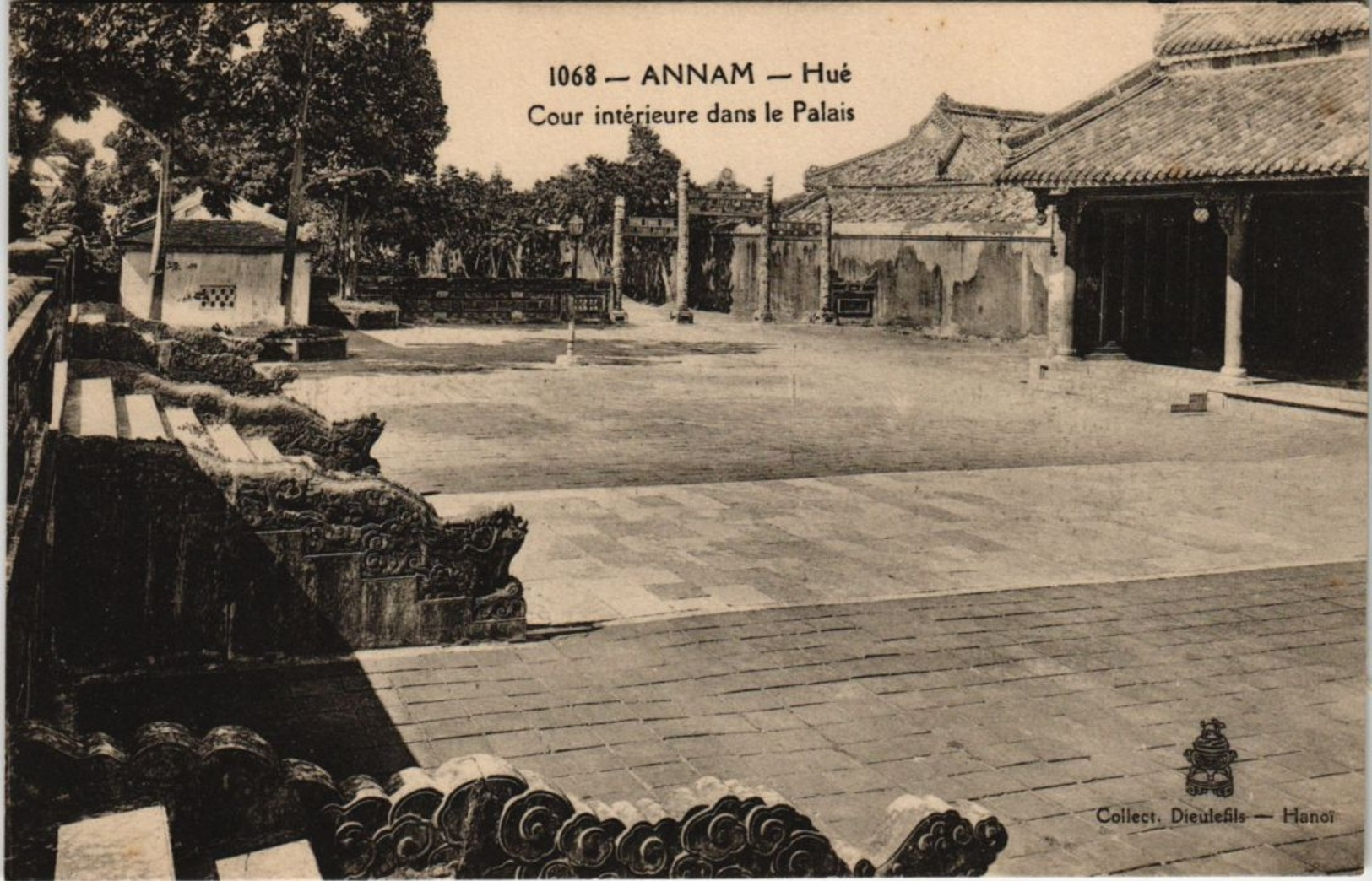
大宫门前
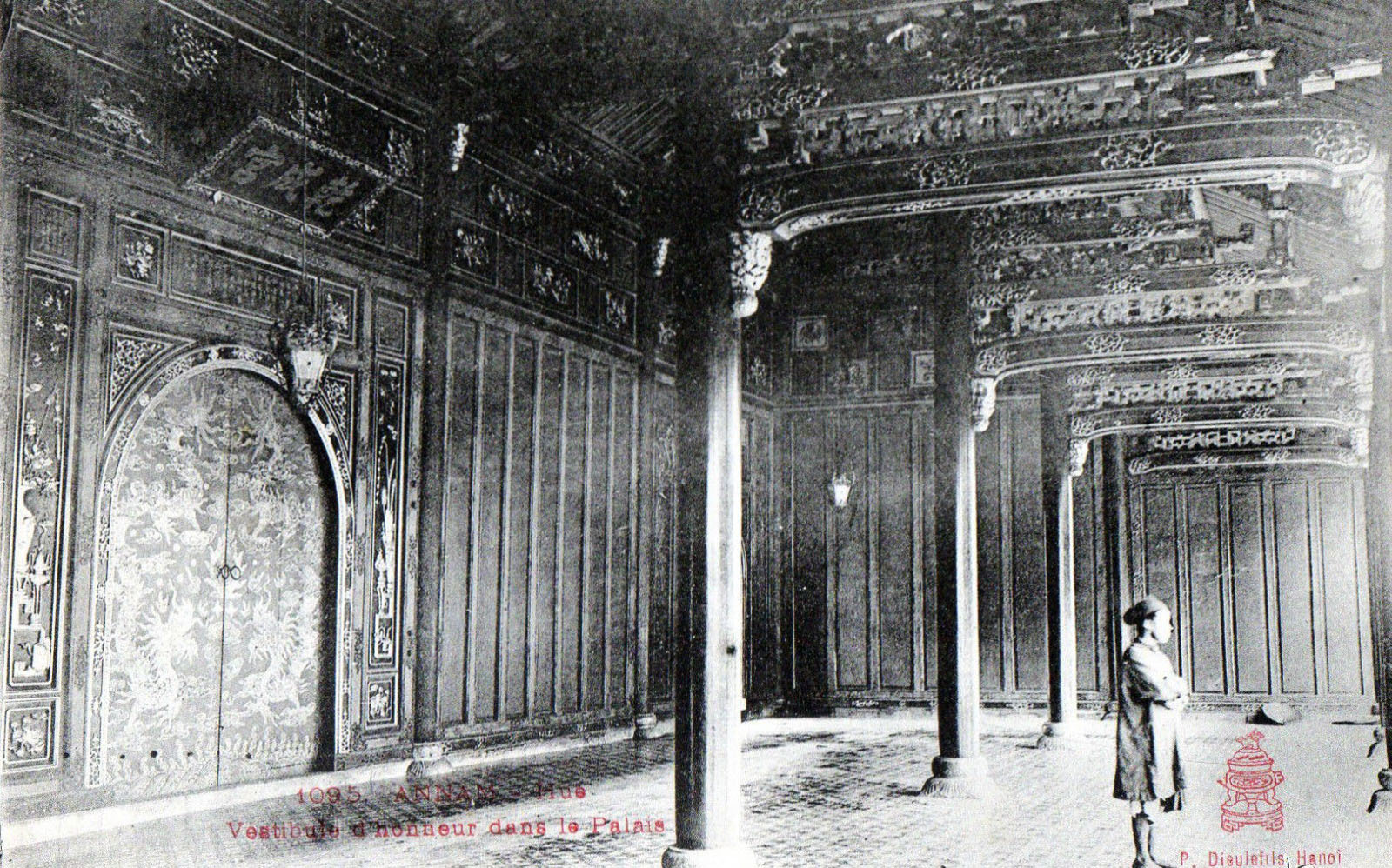
大宫门
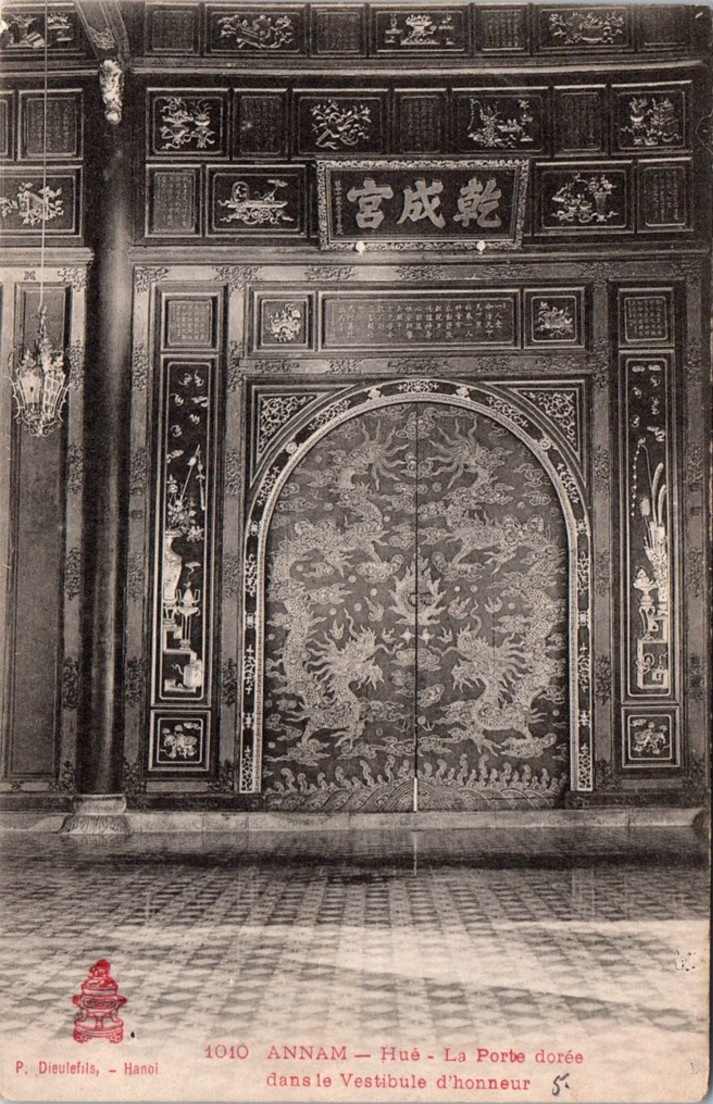
大宮門門額「乾成宫」
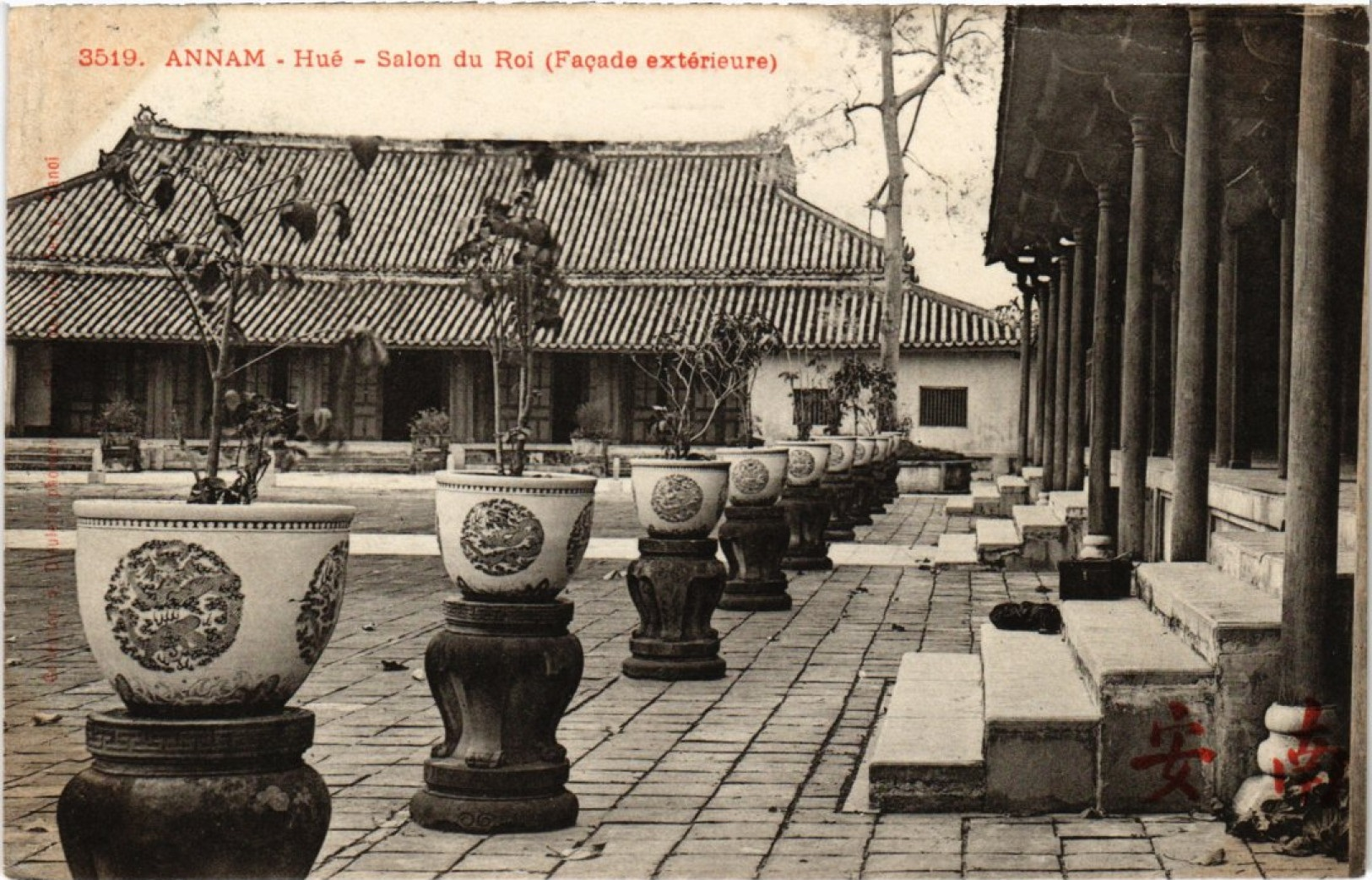
勤政殿，摄于1925年
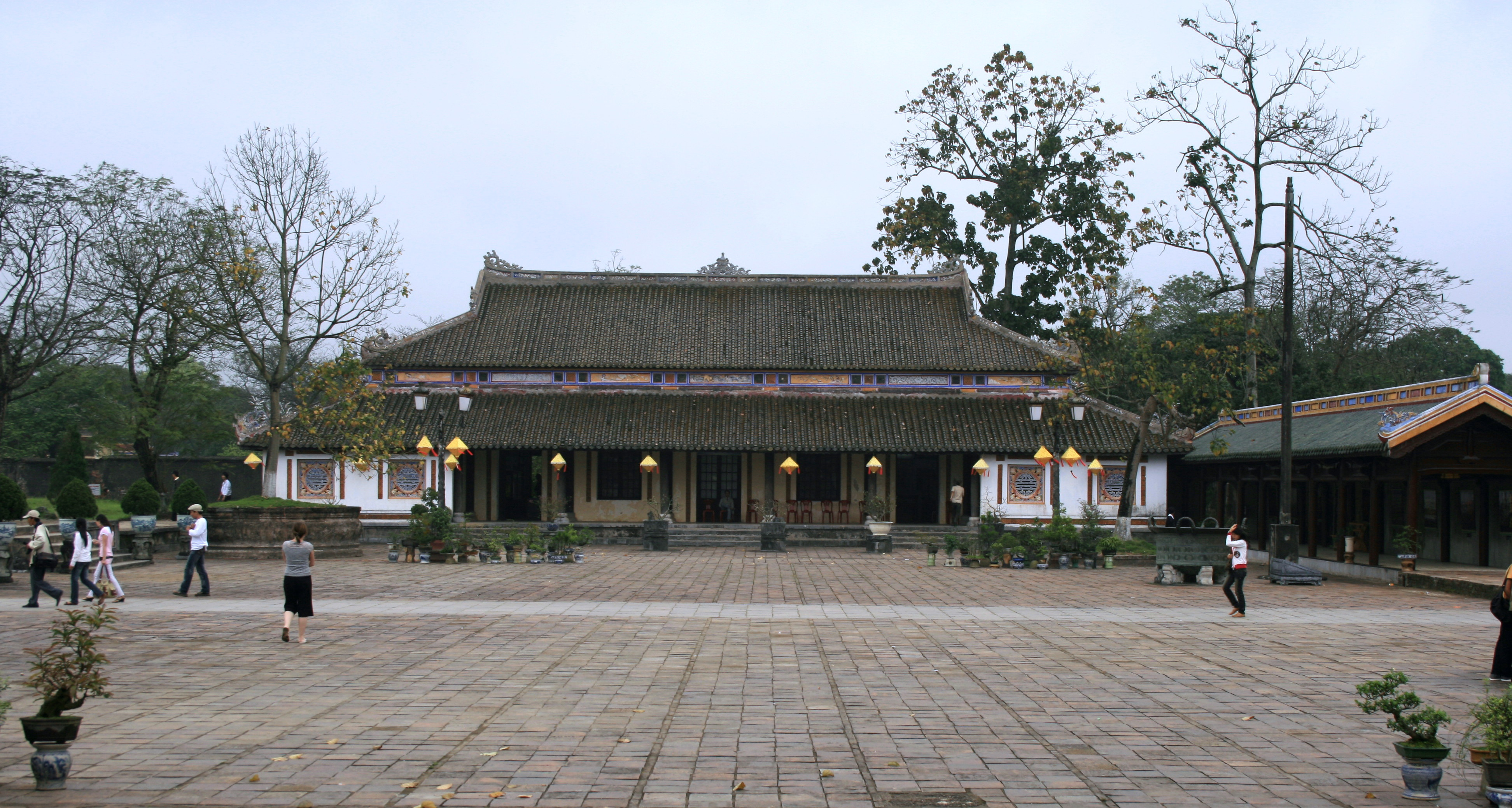
左廡

#### 成殿区域
乾成殿區域所有建築全部在1968年順化戰役中被徹底破壞。
- 成殿（Điện Càn Thành），位於勤政殿北側，為皇帝寢宮。建於嘉隆三年，初名中和殿，[8]明命十四年（1833年）改名乾泰殿，為前後兩楹建築，面闊九間，前殿名為乾成宮。
- 光明殿（Điện Quang Minh），建於嘉隆九年，位於乾成殿前庭東側，為太子居所。
- 貞明殿（Điện Trinh Minh），建於嘉隆九年，位於乾成殿前庭西側。
- 明慎殿（Điện Minh Thận），建於明命十一年，位於乾成殿東軒，殿前有光文池，池西為四方無事閣，池北為自疆樓，池東為日成樓。成泰年間拆除。日成樓于2018年重建[16]。

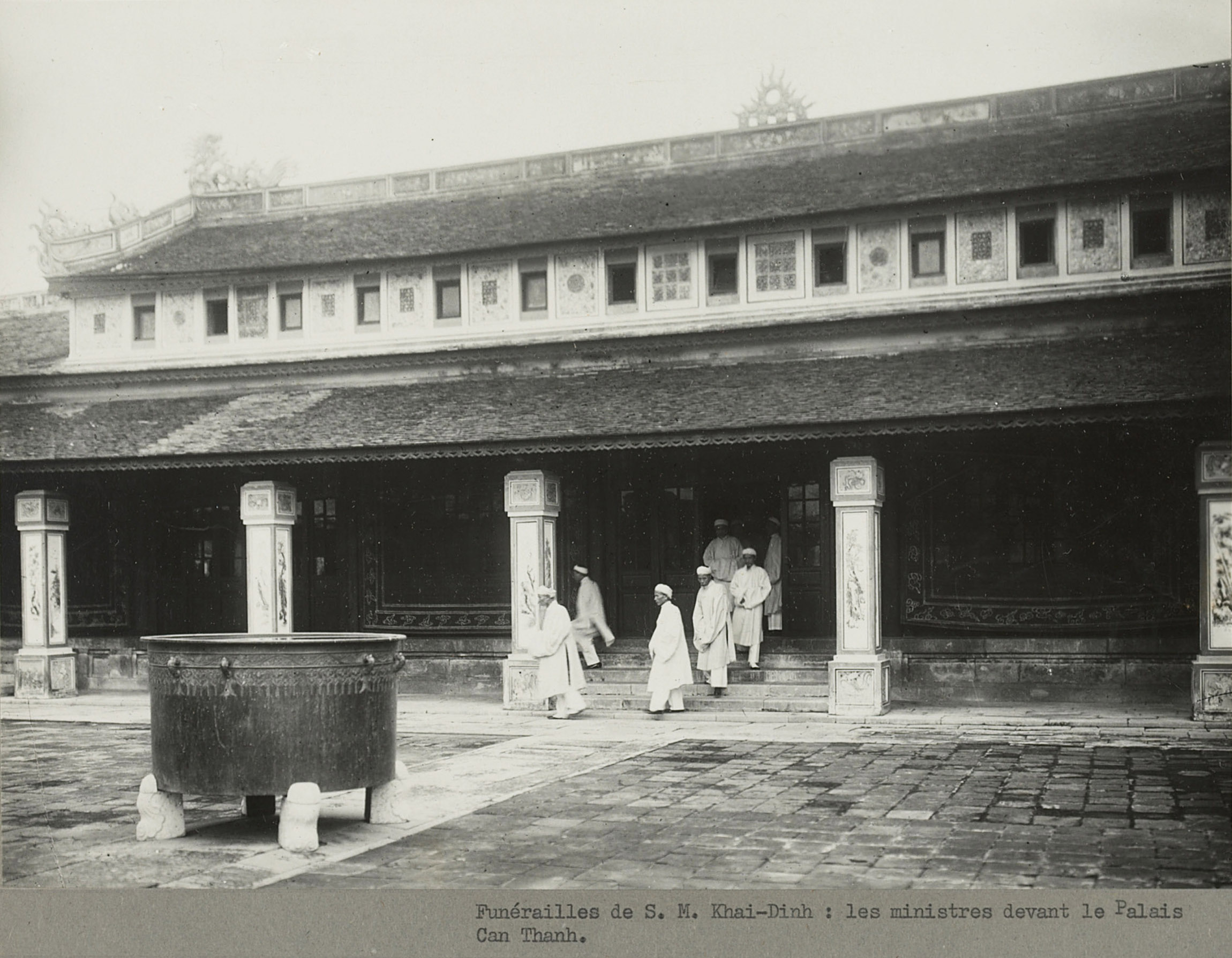
乾成殿，摄于1925年
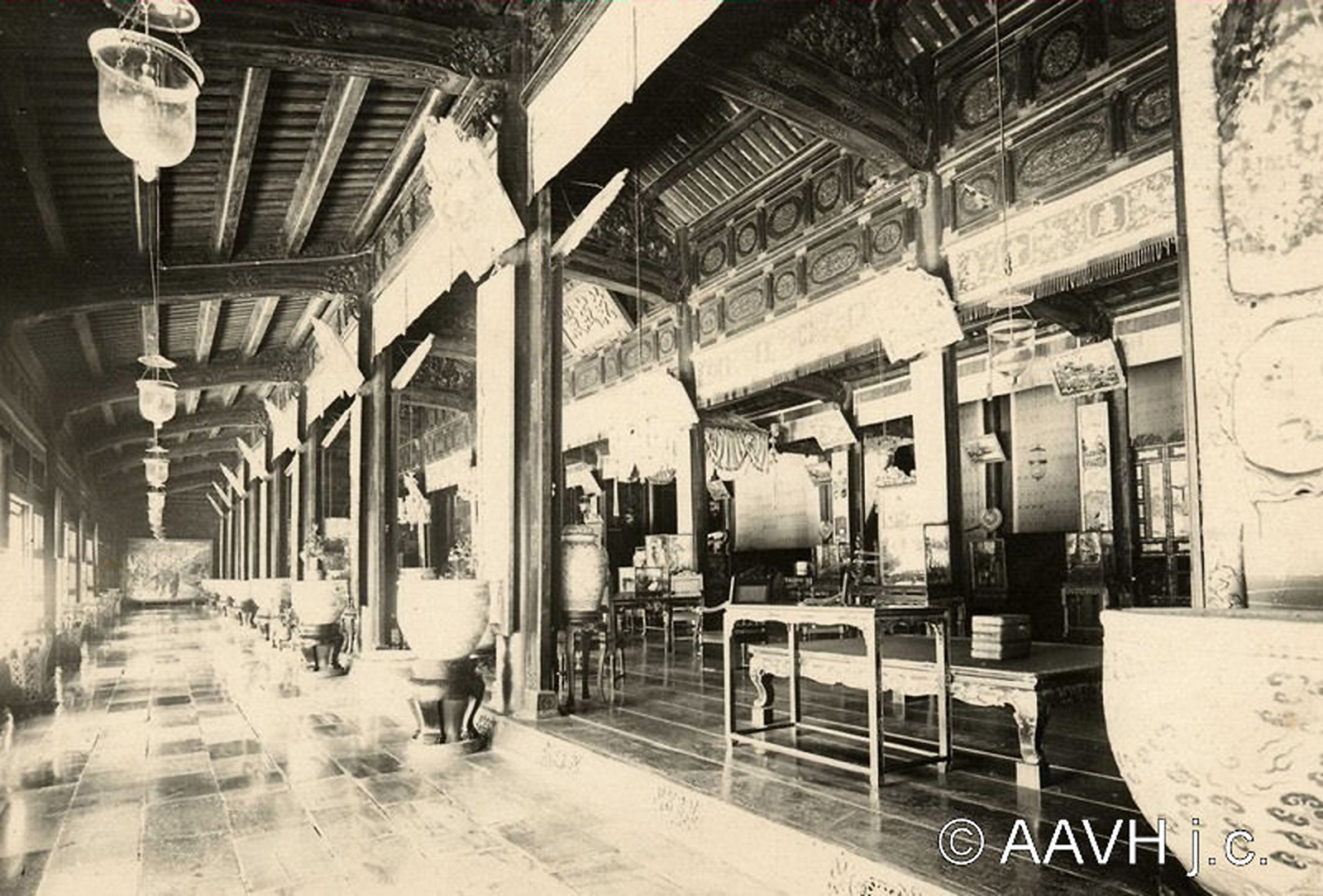
乾成殿内部，摄于1928年
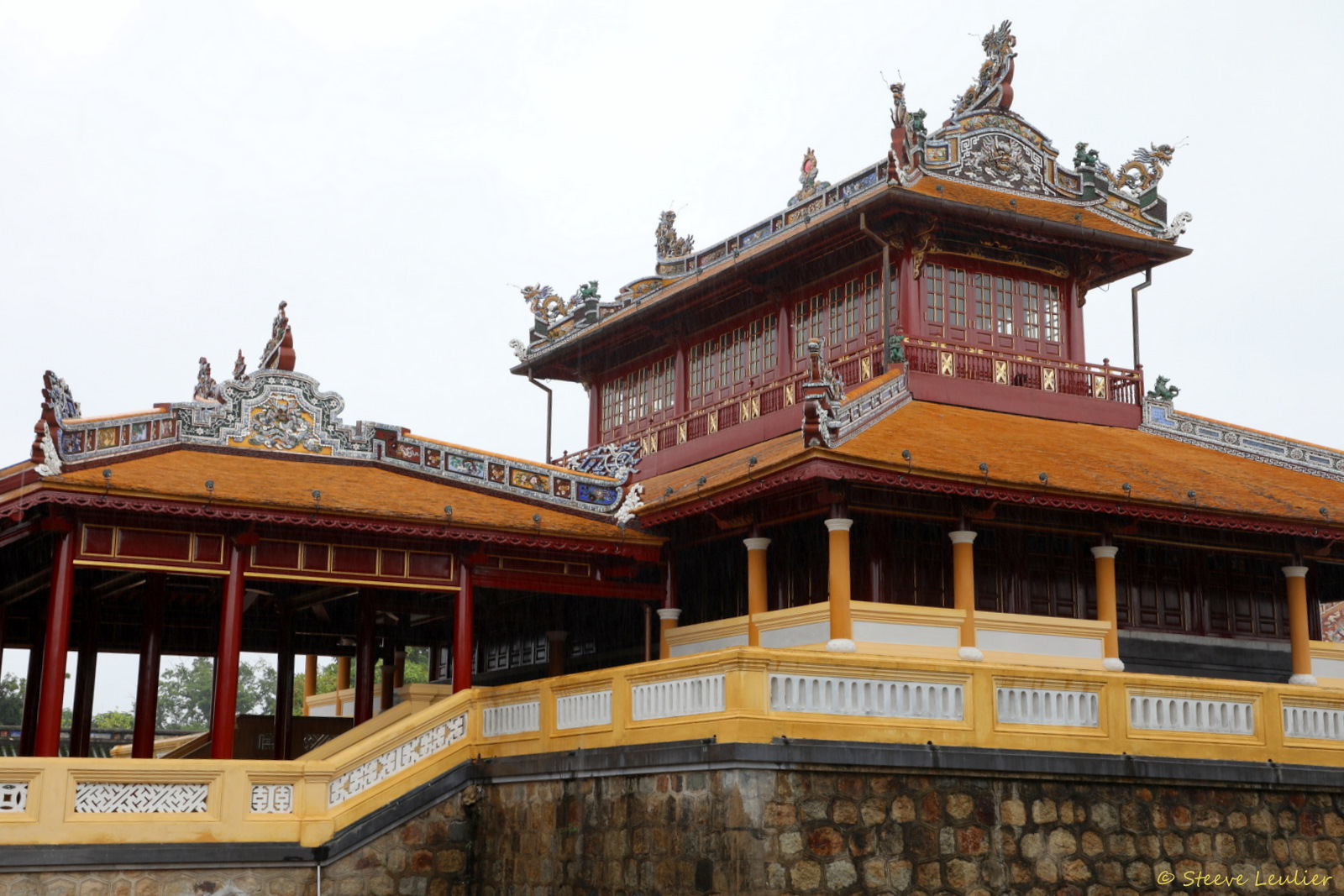
日成楼，2018年重建

#### 坤泰殿區域
坤泰殿區域所有建築全部在1968年順化戰役中被徹底破壞。
- 坤泰殿（Điện Khôn Thái），位於乾成殿北側，為皇后寢宫，面闊九間。建於嘉隆六年，初名坤元宫，明命十四年將前楹改名為高明中正殿。
- 養心院（Viện Dưỡng Tâm），位於坤泰殿前庭東側，院側為清暇書樓，樓北為淡然書舍，均於成泰年間拆除。
- 順徽院（Viện Thuận Huy），位於坤泰殿前庭西側，是后宫「六院」（Lục Viện）的首院。
- 靜觀院（Viện Tịnh Quán），位於高明中正殿東軒，北為澄光榭，榭北為内御河。

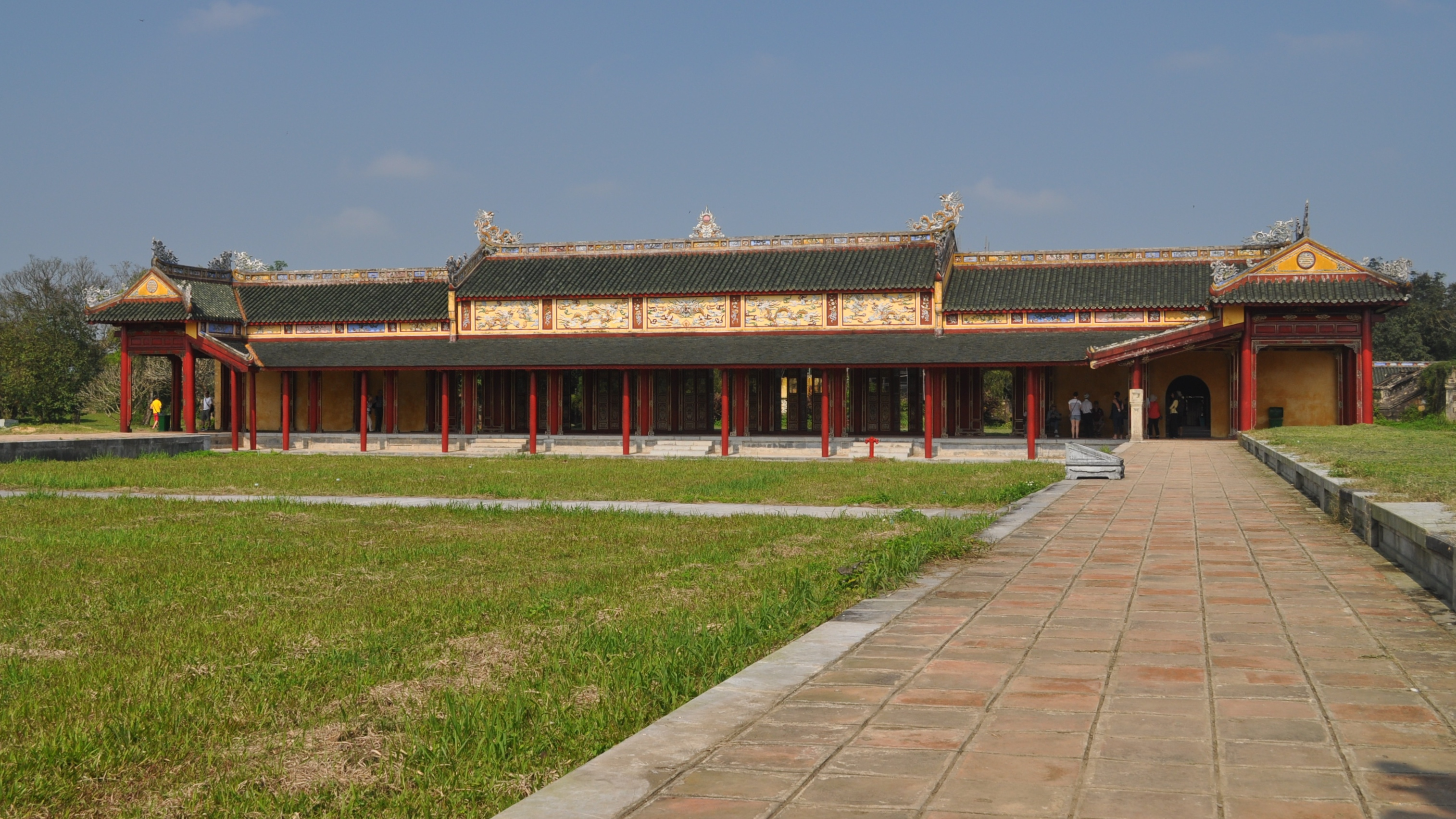
養心院前长廊
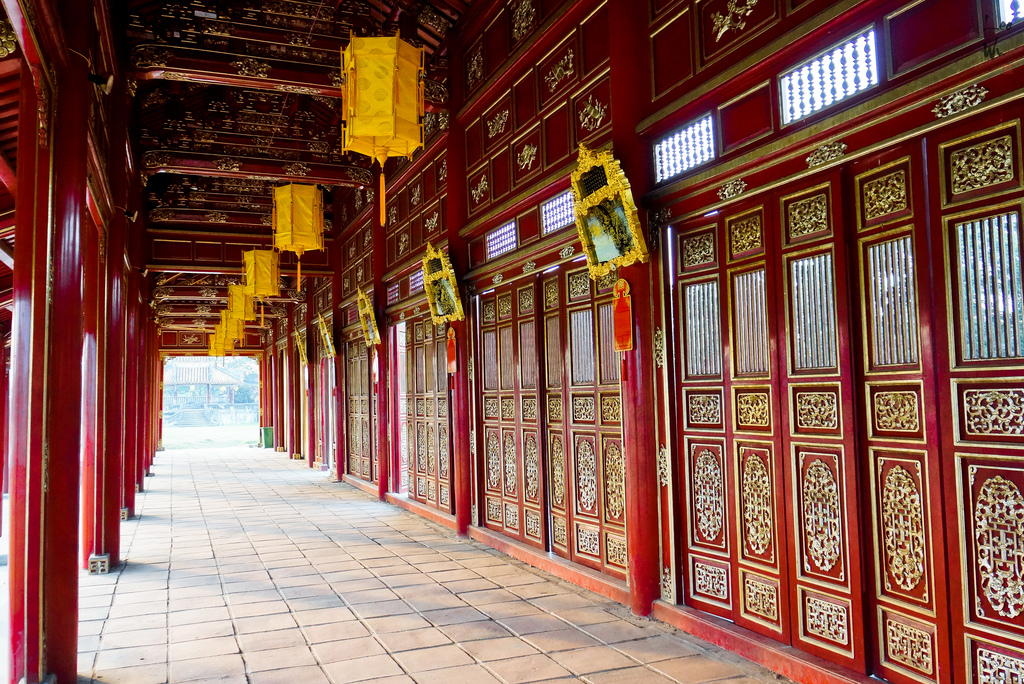
養心院前长廊

#### 建中樓區域
- 建中樓（Lầu Kiến Trung）位於紫禁城中軸線北端，樓東為紫禁城東北門祥鸞門，西為紫禁城西北門儀鳳門。原為明命八年（1824年）建造的明遠樓，該樓被紹治帝列為「神京二十景」之一「重明遠照」。嗣德二十九年（1876年）因建築老朽而拆除。維新七年（1913年）在原址建悠久樓，為摻雜越南風格的法式樓房建築。啟定六年（1921年）增建，啟定八年（1923年）竣工，改名建中樓，為面闊66米的巴洛克式樓房。阮朝末年，保大皇帝及皇后常居住於此。1947年2月，建中樓在法越戰爭中被摧毀，現存建築基址。2023年复原重建[17]。
- 御前文房（Ngự Tiền Văn phòng），位於建忠樓東側，為御前文書機構，1947年2月同樣在法越戰爭中被摧毀。

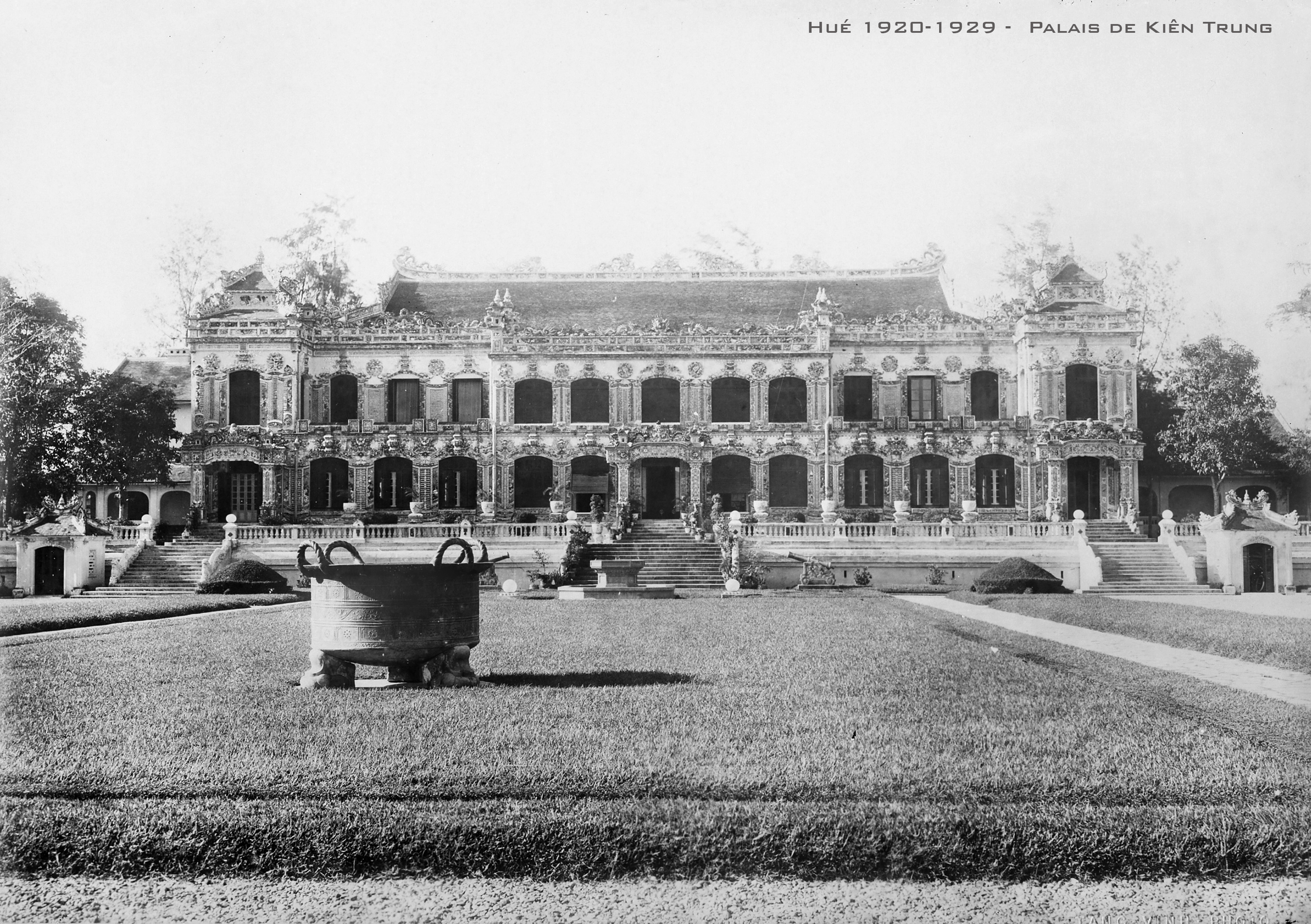
建中楼，摄于20世纪20年代
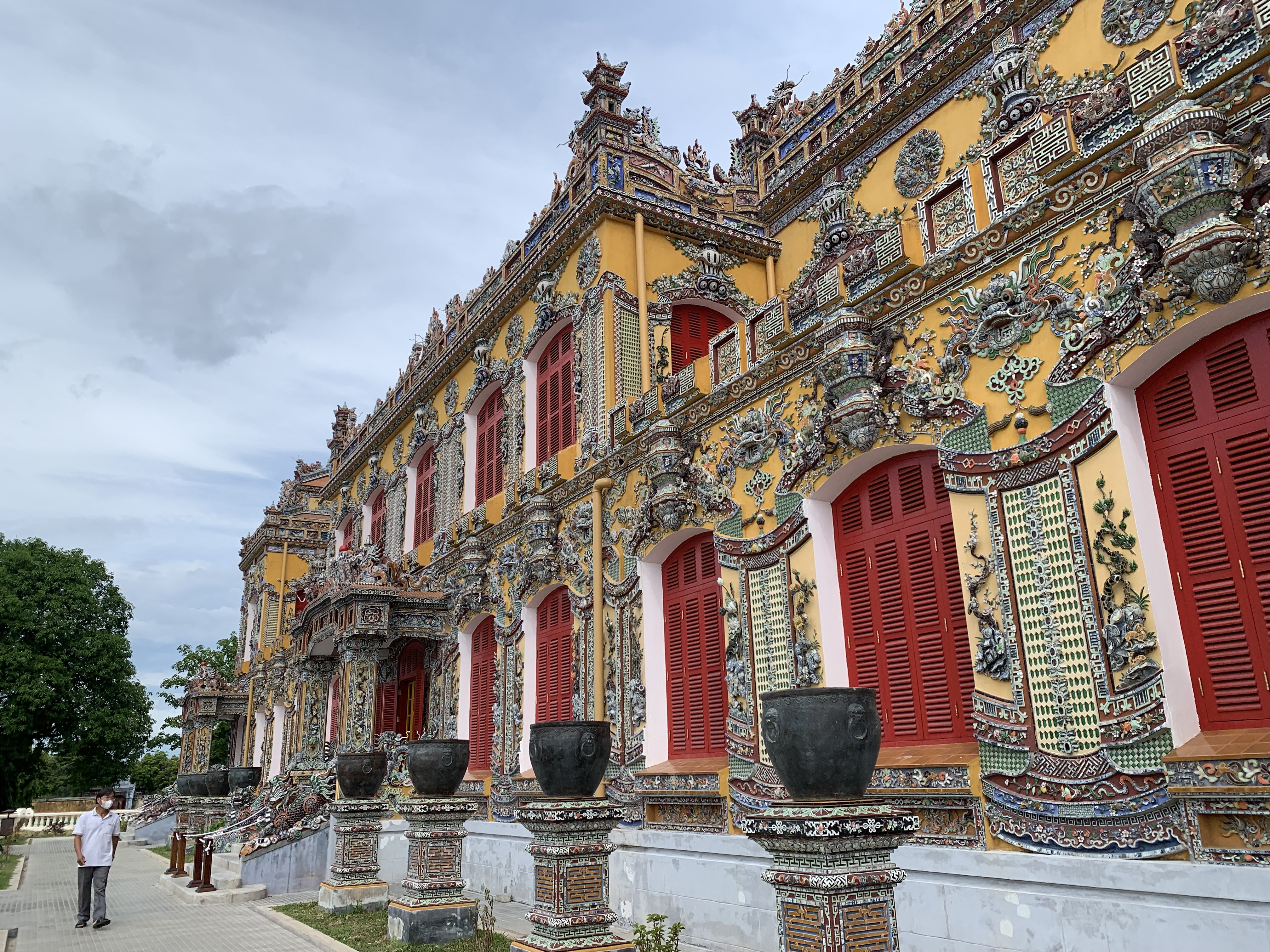
2023年重建的建中楼
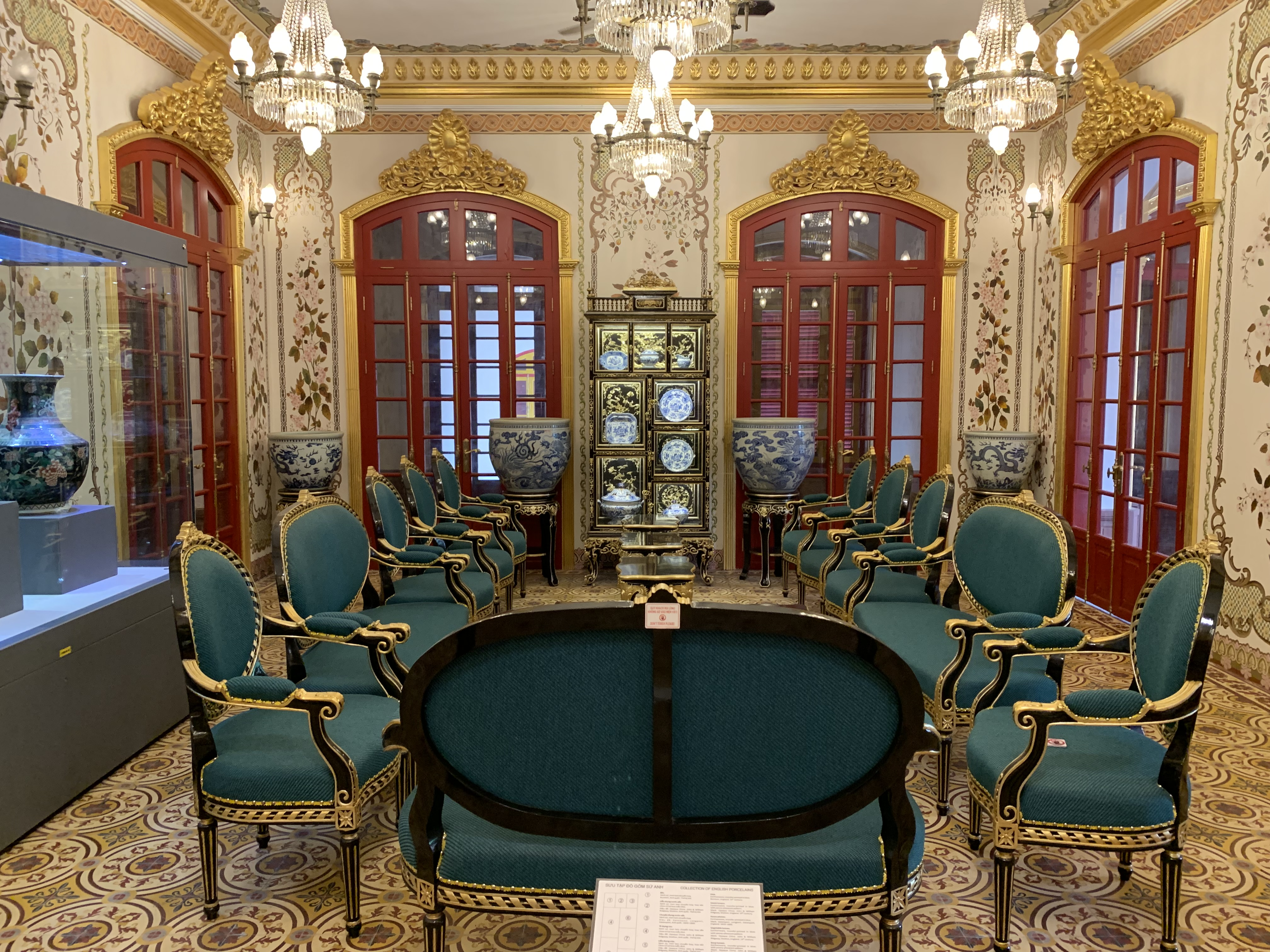
2023年重建的建中楼内部
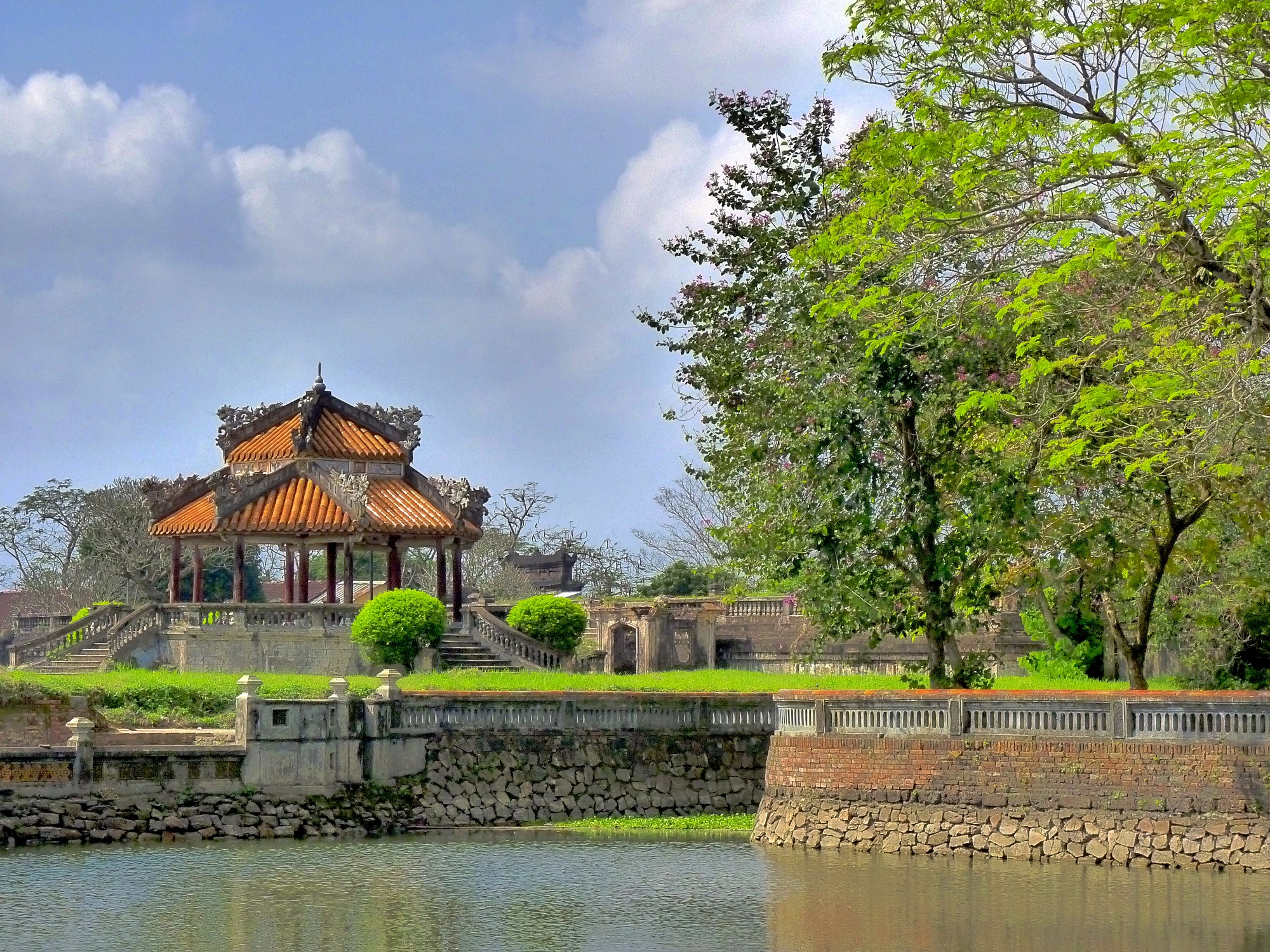
建中楼前的凉亭

#### 閱是堂區域
閱是堂區域的建築多毁於戰亂和修繕不善，閱是堂已在1995至2002年間重建，成為越南古代宮廷音樂順化宮廷雅樂演出場所。
- 閱是堂（Duyệt Thị Đường），位於光明殿東牆外，是宮中的戲樓，也是順化皇城中體積最大的建築之一。建於明命七年（1826年），内為兩層樓閣。1962年改為順化國立音樂學院校址。
- 太平楼（Thái Bình Lâu），位於閱是堂東，為皇家藏書樓。1990年至1991年重建。
- 尚膳所，位於閱是堂南，建於嗣德六年（1853年）。
- 御醫院，位於尚膳所東，建於嗣德六年（1853年）。南牆外為侍衛值房、謹信司、儀仗庫等機構。

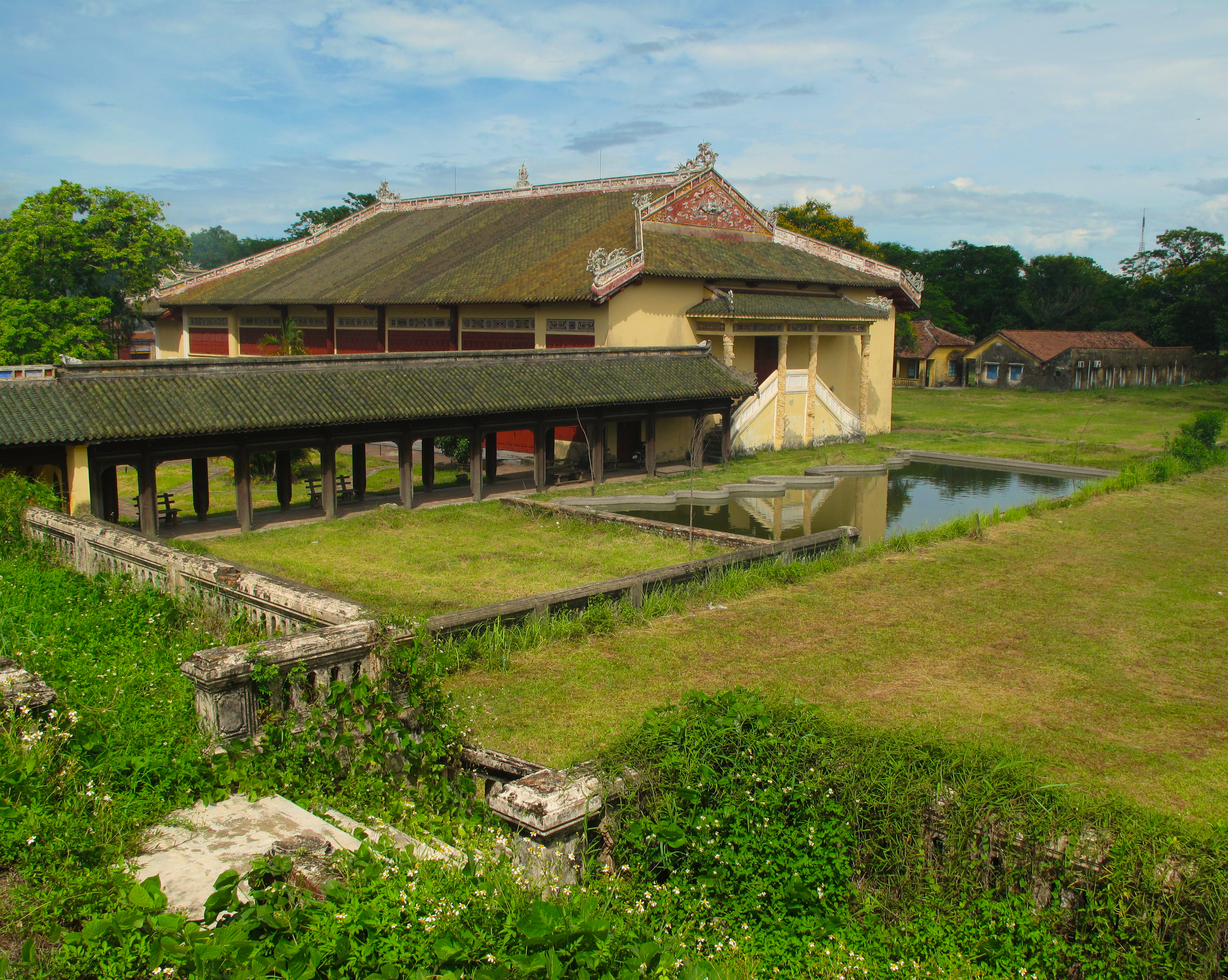
閱是堂
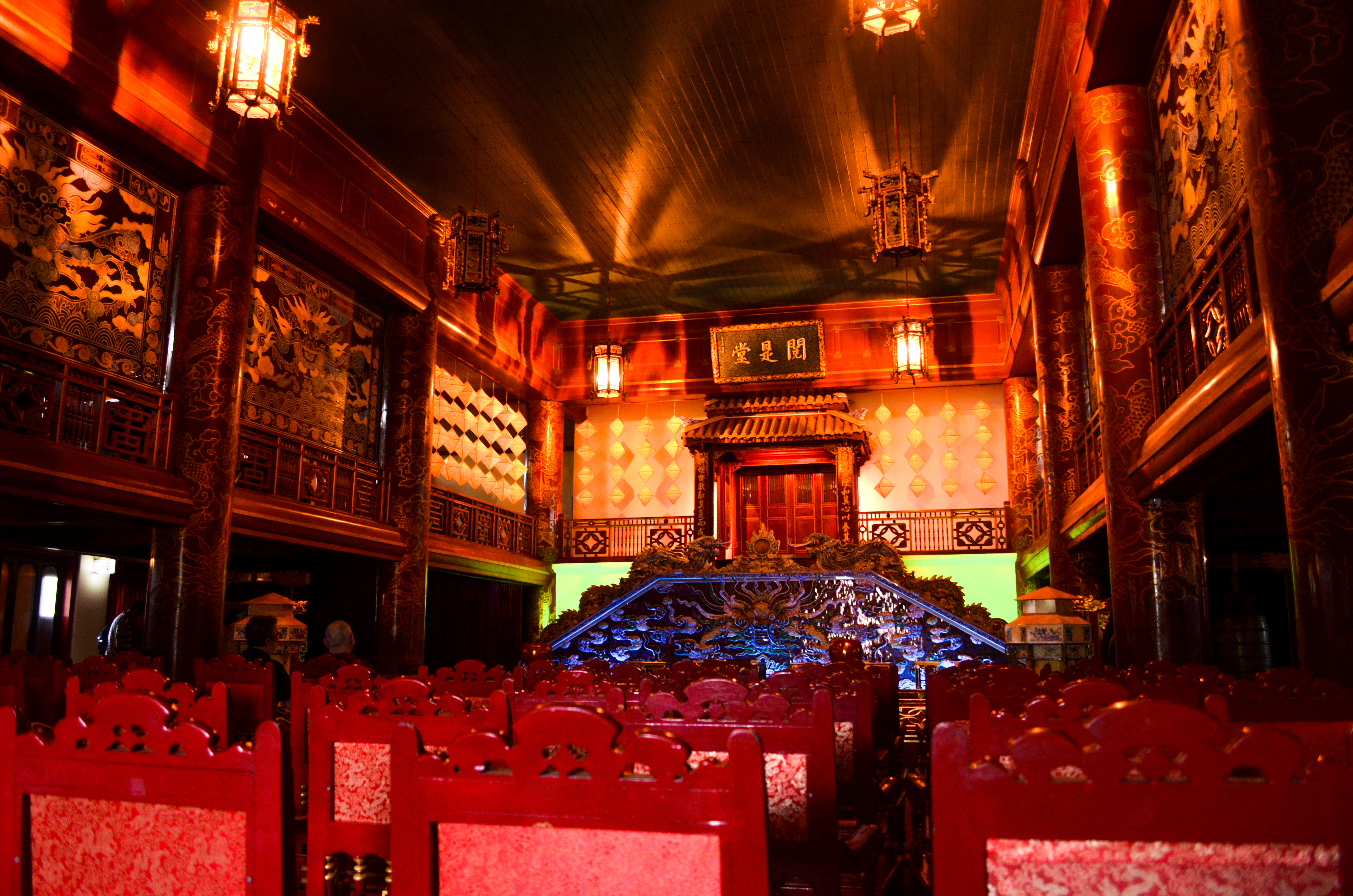
閱是堂内部
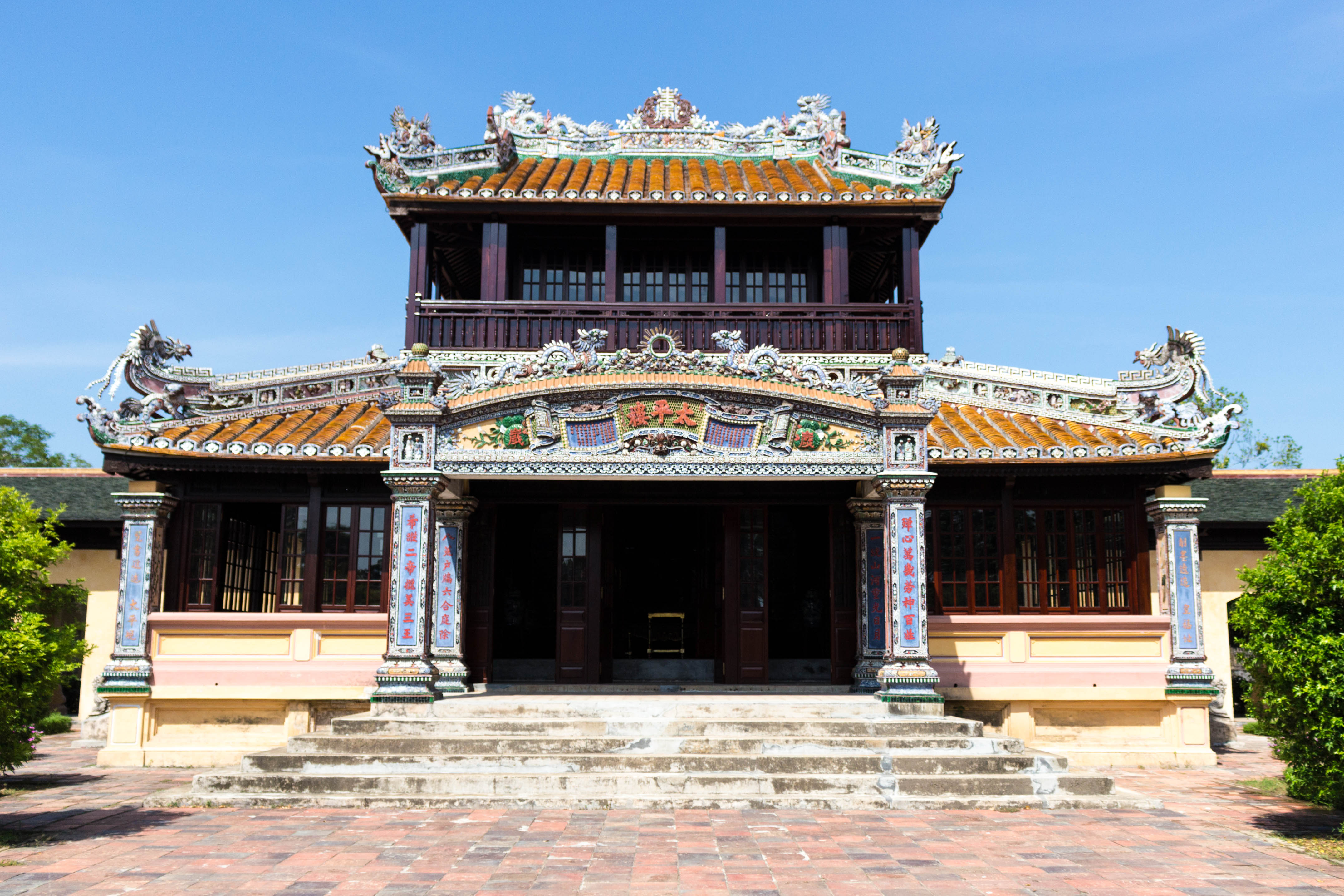
太平楼

#### 其他建築
- 内苑（Vườn Ngự Uyển），又称紹芳園，位於閱是堂北牆外，紫禁城東北角，為皇帝御花園，面積約佔紫禁城的六分之一。園內從紫禁城外的金水湖引水，開鑿玉液池，東牆建有城隍廟，供奉皇城城隍及靈應神。園內有平面呈卍字形的皇福殿，及八角亭、明達四亭、仁智堂、太平御覽書樓、翠光樓、弘恩寺、威靈相祐廟（關帝廟）等建築（均在成泰年間拆除）。[18]。
- 六院（Lục Viện），位於紫禁城西北隅，包括坤泰殿西廡的順徽院（Viện Thuận Huy），以及位於其西邊的端順院（viện Đoan Thuận）、端和院（viện Đoan Hoà）、端徽院（viện Đoan Huy）、端莊院（viện Đoan Tường）、端祥院（viện Đoan Trang）六組院落，是阮朝妃嬪居住的後宫區域。現已無存。

### 苑囿
- 暇园（Vườn Cơ Hạ），位于皇城东北隅，明命帝即位以前居住于此，此处还设有天府（内库）。明命帝即位后，在明命十八年（1837年）大幅度增建扩建。园内有钦文阁、赏胜楼、和风榭、可月廊、福聚洞、湖津柳浪、赛武江等景点。钦文阁为阮朝皇帝举行经筵仪式的场所，成泰十七年（1904年）拆除。园北为金水湖，湖中有瀛洲岛。
- 瀛洲位于和平门内东北隅，是以金水湖和瀛洲岛为中心的水景景区，有海静年丰阁、无限意楼、成楼、吉云堂、思荫榭、诚心榭、传心榭、湖心亭、观德亭、八风从律亭、步月亭、掖香亭、七槛亭、荫绿轩、清可居、倦槎、安舫、天壶岛、镇北岛、金水桥、芳英堤等建筑[19]。

### 内府机构
- 内务府（Phủ Nội Vụ），原位于紫禁城兴庆门之东，明命十八年移至紫禁城东侧显仁门内，肇庙之北，幾暇园之南的位置。为阮朝内廷供奉场所。有友收所、内造所、督工所等建筑，及仓库。内务府现存的两层楼房建筑是保大十三年（1938年）建造的。
- 马厂，又称御马所，为宫内养马场所，设于太和殿左右，归上驷院管辖，京城东南门宁谧坊设有外马厂[20]。
- 象厂，为饲养御象的场所，位于太和殿左右，马厂之南。成泰二年集中于太和殿西侧。顺化京城东泰坊、南明坊，京城外金龙社、杨春社均设有京象厂[21]。
- 将军厂，原位于今太和殿位置，为铸炮场所，明命元年六月设立。明命六年曾筑造九鼎。明命十三年在将军厂处建造太和殿，将将军厂的9门铜炮移至皇城午门外金水池北侧，午门之东为左大将军厂，午门之西为右大将军厂。

## 登录基准
该世界遗产被认为满足世界遺產登錄基準中的以下基準而予以登錄：
- （iv）关于呈现人类历史重要阶段的建筑类型，或者建筑及技术的组合，或者景观上的卓越典范。